# Unificarea Germaniei

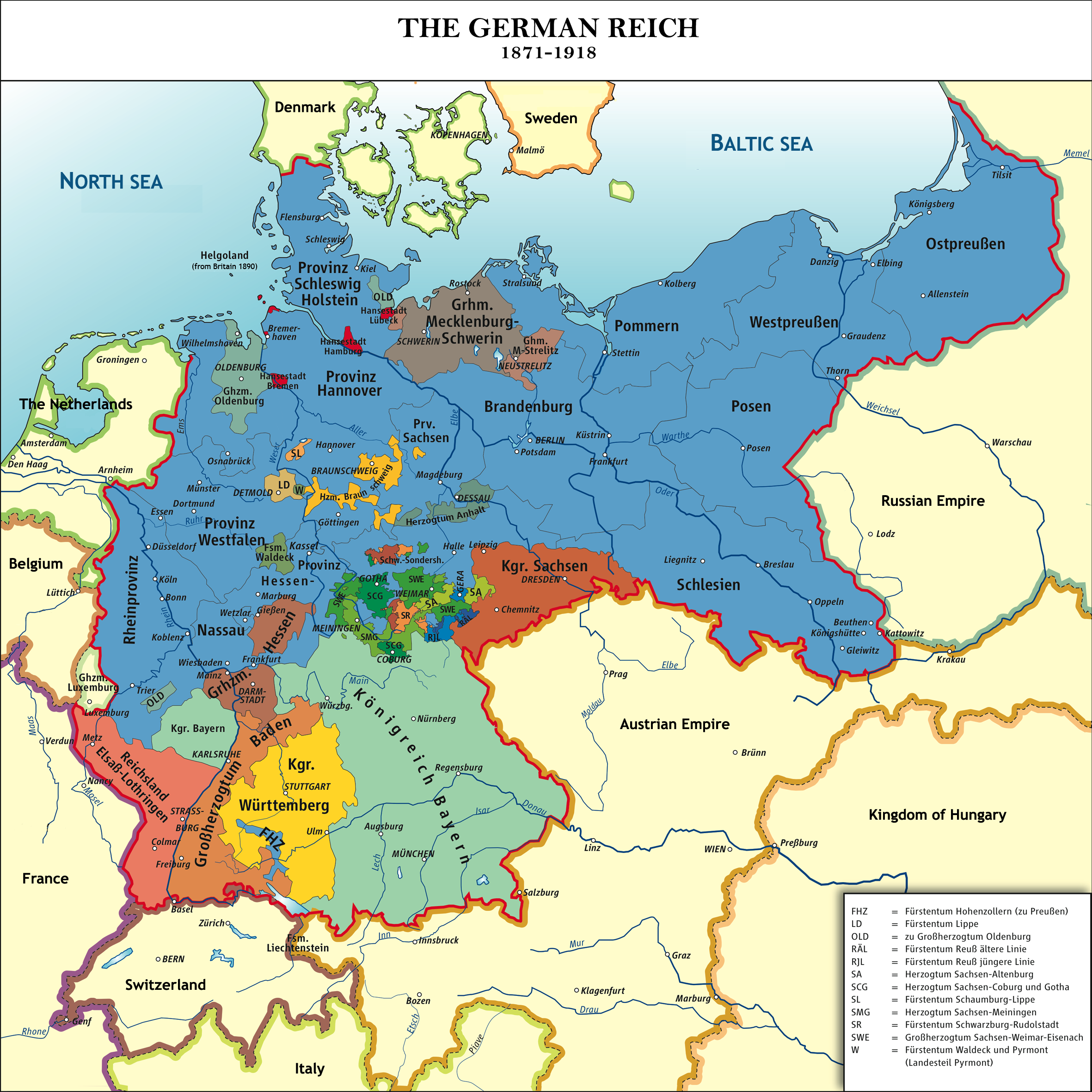
Imperiul German între 1871–1918. Excluzând partea germanofonă a imperiului multinațional austriac, această construcție geografică reprezenta Germania Mică.

Unificarea Germaniei într-un stat național integrat politic și administrativ a avut loc oficial la 18 ianuarie 1871 în Sala Oglinzilor de la Palatul Versailles din Franța. Principii statelor germane de până atunci s-au adunat acolo pentru a-l proclama pe regele Wilhelm al Prusiei ca Wilhelm, împărat al Imperiului German, în urma capitulării Franței după Războiul Franco-Prusac. Neoficial, tranziția statelor germanofone înspre o organizare federală s-a desfășurat de-a lungul unui secol de experimente. Unificarea a scos la iveală unele diferențe religioase, lingvistice și culturale între locuitorii noii țări, iar 1871 reprezintă doar un moment din procesul continuu de unificare.
Sfântul Imperiu Roman de Națiune Germană fusese dizolvat neoficial în 1806 după abdicarea împăratului Francisc al II-lea în timpul războaielor napoleoniene. În ciuda problemelor legale, administrative și politice cauzate prin destrămarea Imperiului romano-german, popoarele regiunilor germanofone ale vechiului imperiu aveau o tradiție legală, lingvistică și culturală comună și au trăit experiențe similare în timpul Războaielor Revoluționare și Napoleoniene Franceze. Liberalismul european a oferit o bază intelectuală pentru unificare prin contestarea modelelor dinastice și absolutiste de organizare socială și politică; manifestarea sa în regiunile germane a pus accent pe importanța tradițiilor, educației și a unității lingvistice a popoarelor dintr-o zonă geografică. Din punct de vedere economic, înființarea Zollverein-ului (uniune vamală) prusac în 1818 și expansiunea sa spre includerea altor state din Confederația Germană a redus competiția dintre state și din cadrul statelor. Apariția noilor mijloace de transport a facilitat afacerile și turismul, ducând la noi contacte și uneori și la conflicte între germanofonii din toată Europa Centrală.
Modelul sferelor de influență creat de Congresul de la Viena din 1814–1815 după Războaiele Napoleoniene a stabilit dominația austriacă în Europa Centrală. Totuși, negociatorii de la Viena nu au ținut cont de forța crescândă a Prusiei în rândul statelor germane, neprevăzând că Prusia avea să conteste supremația Austriei printre acestea. Acest dualism german a prezentat două soluții la problema unificării: așa-numita Kleindeutsche Lösung, soluția Germania Mică (Germania fără Austria), sau Großdeutsche Lösung, soluția Germania Mare (Germania împreună cu Austria).
Istoricii nu au căzut încă de acord dacă Otto von Bismarck, prim-ministrul Prusiei, avea un plan de expansiune a Confederației Germane de Nord din 1866 spre a include și restul de state germane într-un imperiu, sau dacă el doar căuta să extindă puterea Regatului Prusiei. Pe lângă forța Realpolitik (politicii realiste, „pragmatice”) practicată de Bismarck, și alți factori au determinat mai multe protostate moderne să-și reorganizeze relațiile politice, economice, militare și diplomatice în secolul al XIX-lea. Reacțiile împotriva iredentismului danez și a naționalismului francez au furnizat puncte focale ale unității germanilor. Succesele militare în trei războaie regionale au generat entuziasm și mândrie, pe care politicienii le-au exploatat pentru a promova unificarea. Această experiență a fost ecoul realizărilor comune din timpul Războaielor Napoleoniene, în deosebi al Războiului de Eliberare din 1813–1814. Creând o Germanie fără Austria, unificarea politică și administrativă din 1871 a rezolvat cel puțin temporar problema dualismului.

## Europa Centrală germanofonă la începutul secolului al nouăsprezecelea
Articol principal: Sfântul Imperiu Roman

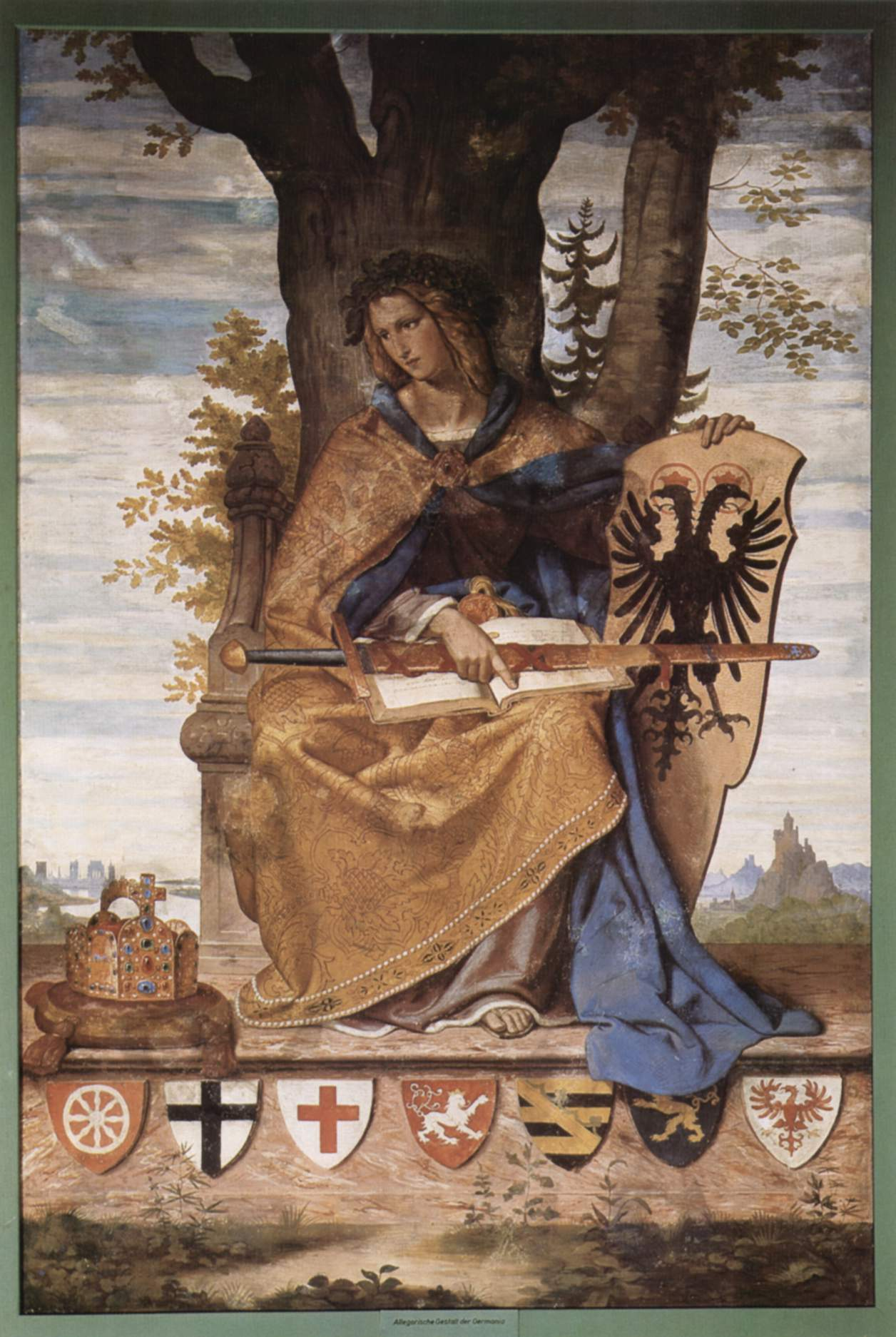
Germania, personificare a națiunii germane, apare în fresca lui Philipp Veit (1834–36). Ea ține un scut cu stema Confederației Germane (vezi varianta mărită mai jos). Scuturile pe care stă ea sunt stemele primilor șapte Electori ai Sfântului Imperiu Roman.

La începutul anilor 1800, țările germanofone numărau peste 300 de entități politice din cadrul Sfântului Imperiu Roman. Dimensiunea lor varia de la cea a teritoriilor mici și complexe ale ramurilor familiei princiare Hohenlohe până la teritoriile mari și bine definite ale Regatului Bavariei și ale Regatului Prusiei. Modul lor de guvernare varia și el: erau orașe imperiale libere, și ele de dimensiuni variate, de la puternicul Augsburg până la minusculul Weil der Stadt; teritorii ecleziastice, și ele cu influență și dimensiuni variate, cum ar fi bogata Abație Reichenau și puternica Arhiepiscopie de Köln; și state dinastice cum ar fi Ducatul de Württemberg. Aceste state formau Sfântul Imperiu Roman, și la unele momente numărau peste 1000 de entități. Din secolul al XV-lea, cu câteva excepții, principii electori ai Imperiului au ales împărați din Casa de Habsburg. Printre statele germanofone, mecanismele administrative și legale ale Sfântului Imperiu Roman au constituit teren de rezolvare a disputelor între țărani și nobili, și între jurisdicții separate. Prin organizarea cercurilor imperiale (Reichskreise), unele state s-au grupat pentru a promova propriile interese regionale și organizaționale, inclusiv cooperarea economică și protecția militară.
Războiul celei de-a Doua Coaliții (1799–1802) a avut ca rezultat înfrângerea forțelor imperiale și aliate în fața lui Napoleon Bonaparte; tratatele de la Luneville (1801) și Amiens (1802) precum și Mediatizația din 1803 a transferat porțiuni mari din Sfântul Imperiu Roman statelor dinastice, a secularizat numeroase teritorii bisericești și majoritatea orașelor imperiale au dispărut din peisajul politic și legal iar populațiile acestor teritorii au devenit supuși ai ducilor și regilor. Acest transfer a dus la mărirea teritoriilor Württembergului și Badenului. În 1806, după o invazie reușită a Prusiei și după înfrângerea Prusiei și Rusiei la Jena-Auerstedt, Napoleon a dictat un tratat prin care Împăratul era obligat să dizolve Sfântul Imperiu Roman.

### Creșterea naționalismului german în cadrul sistemului napoleonian
Pentru mai multe detalii despre acest subiect, vedeți Războaiele napoleoniene.

Stema Confederației Germane, denumită și Deutscher Bund

Sub Imperiul Francez (1804–1814), naționalismul popular german a înflorit în statele germane reorganizate. Datorat în parte experienței comune (deși sub dominație franceză), au apărut diferite justificări pentru identificarea „Germaniei” ca un singur stat. Pentru filosoful german Johann Fichte,

Primele granițe, originare și cu adevărat naturale ale statelor sunt fără îndoială granițele lor interioare. Cei ce vorbesc aceeași limbă sunt uniți unii cu alții printr-o multitudine de legături invizibile de natura însăși, cu mult înainte să înceapă arta umană; ei se înțeleg unii cu alții și au puterea de a continua să se facă înțeleși din ce în ce mai clar; ei își aparțin unii altora și sunt, prin natură, un tot întreg și inseparabil.

O limbă comună poate servi ca baza unei națiuni, dar, după cum observă istoricii contemporani ce studiază Germania secolului al XIX-lea, a fost nevoie de mai mult decât simpla similitudine lingvistică pentru unificarea mai multor sute de state mărunte. Experiența Europei Centrale germanofone din timpul dominației franceze a contribuit la conștientizarea unei cauze comune, aceea de a alunga invadatorii francezi și de a recâștiga controlul asupra teritoriilor proprii. Exigențele campaniilor lui Napoleon din Polonia (1806–1807), cele din Peninsula Iberică, din Germania apuseană, și ale dezastruoasei invazii a Rusiei din 1812 a deziluzionat numeroși germani, atât nobili cât și oameni de rând. Sistemul Continental al lui Napoleon a dus economia central-europeană în pragul ruinei. Invazia Rusiei a inclus aproape 125.000 de soldați din regiunile germane, iar pierderea acelei armate i-a încurajat pe mulți germani, din toate clasele sociale, să-și închipuie o Europă Centrală liberă de influența lui Napoleon. Înființarea unor miliții studențești cum ar fi Corpul liber Lützow este un exemplu al acestei tendințe.

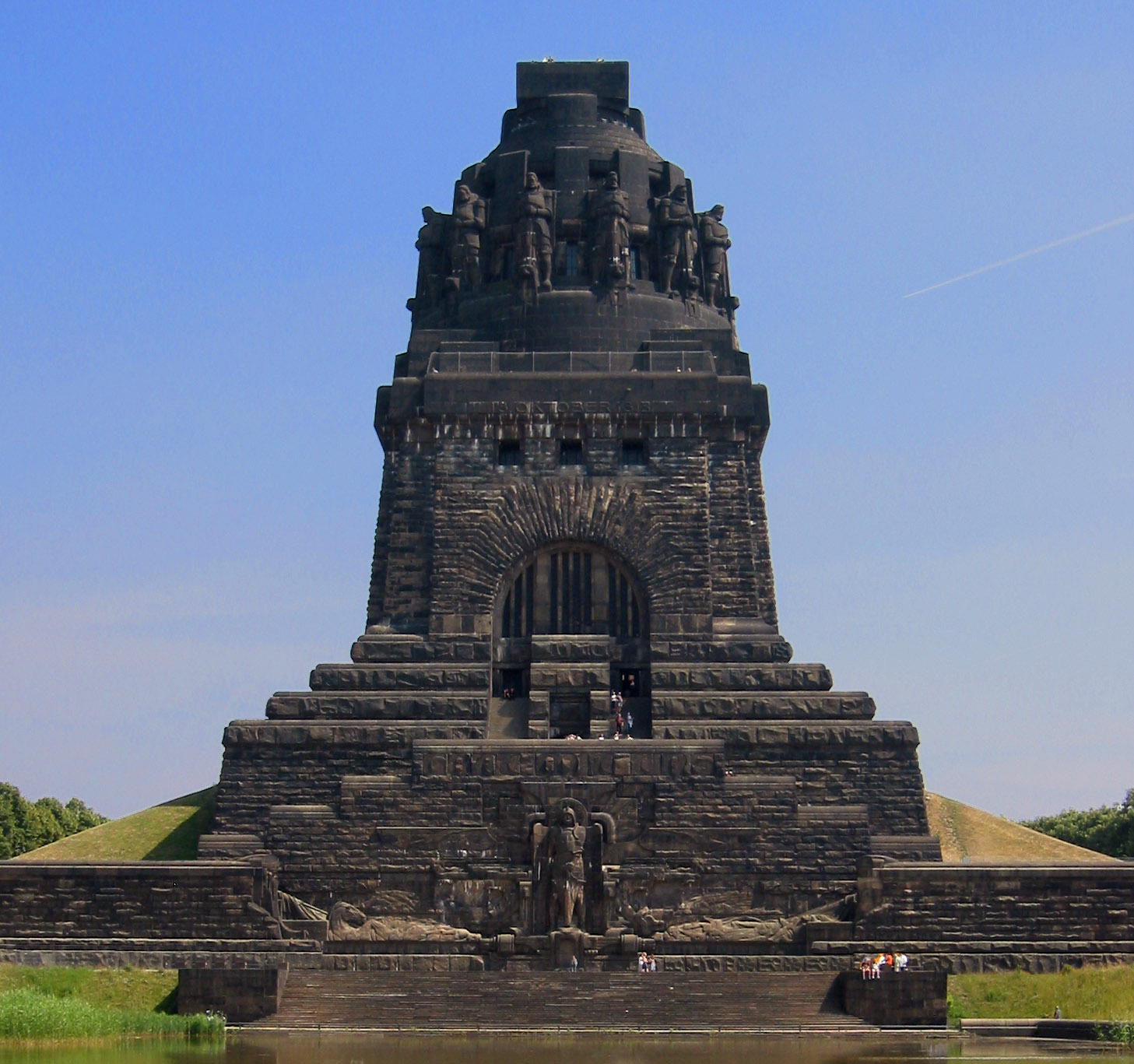
Monumentul Bătăliei Națiunilor (Völkerschlachtdenkmal) din Leipzig, ridicat la centenarul acesteia, cinstește efortul poporului german pentru victoria împotriva lui Napoleon.

Dezastrul din Rusia a slăbit controlul francez asupra principilor germani. În 1813, Napoleon a inițiat o campanie în statele germane pentru aducerea lor înapoi pe orbita franceză; Războiul de Eliberare ce a urmat a culminat cu marea bătălie de la Leipzig, denumită și Bătălia Națiunilor. Peste 500.000 de combatanți au dus lupte grele de-a lungul a trei zile, aceasta fiind cea mai mare bătălie terestră europeană din secolul al XIX-lea. Lupta a avut ca rezultat o decisivă victorie a Coaliției dintre Austria, Rusia, Prusia, Suedia și Saxonia, și a dus la sfârșitul dominației franceze la est de Rin. Succesul acesta a încurajat forțele Coaliției să-l urmărească pe Napoleon și dincolo de Rin; armata sa și guvernul s-au prăbușit, iar Coaliția victorioasă l-a încarcerat pe Napoleon în insula Elba. În timpul scurtei restaurații napoleoniene denumită Cele 100 de zile din 1815, forțele celei de-a Șaptea Coaliții, inclusiv o armată anglo-aliată sub comanda Ducelui de Wellington și o armată prusacă sub comanda lui Gebhard von Blücher a învins în Bătălia de la Waterloo (18 iunie 1815). Rolul critic jucat de trupele lui Blücher, mai ales după retragerea forțată de pe câmpul de luptă de la Ligny cu o zi înainte, au ajutat la întoarcerea situației împotriva Franței. Cavaleria prusacă a urmărit pe francezii învinși în seara de 18 iunie, pecetluind victoria aliaților. Din perspectivă germană, acțiunile trupelor lui Blücher de la Waterloo și eforturile combinate de la Leipzig, au oferit un nou motiv de mândrie și entuziasm. Această interpretare a devenit o cărămidă importantă în construirea mitului Borussian de către istoricii naționaliști pro-prusaci ulterior, în secolul al XIX-lea.

### Reorganizarea Europei Centrale și apariția dualismului german
Pentru mai multe detalii despre acest subiect, vedeți Congresul de la Viena.
După înfrângerea lui Napoleon, Congresul de la Viena a stabilit un nou sistem politico-diplomatic european bazat pe echilibrul puterilor. Acest sistem a reorganizat Europa în sfere de influență care, în unele cazuri, au suprimat aspirațiile unor popoare, inclusiv ale germanilor și ale italienilor. În general, o Prusie mare și cele 38 de alte state consolidate din teritoriile mediatizate la 1803 s-au confederat în cadrul sferei de influență a Imperiului Austriac. Congresul a stabilit o Confederație Germană (1815–1866), condusă de Austria, cu o „Dietă Federală” (denumită Bundestag sau Bundesversammlung, o adunare de conducători numiți) care se întrunea în orașul Frankfurt pe Main. Ca recunoaștere a titlului imperial deținut prin tradiție de casa de Habsburg, regii Austriei au devenit președinți titulari ai acestui parlament.

### Probleme de reorganizare
În ciuda denumirii de Dietă (Parlament), această instituție nu era formată dintr-un grup de reprezentanți aleși de popor (sau măcar de un grup restrâns de cetățeni). Numeroase state nu aveau constituții, iar în cele care aveau, cum ar fi Ducatul Badenului, dreptul de vot era restrâns pe criterii stricte de proprietate care limitau acest drept la o mică porțiune din populația bărbătească. Mai mult, această soluție nepractică nu a reflectat noul statut al Prusiei în contextul general. Deși armata prusacă fusese învinsă dramatic în 1806 la bătălia de la Jena-Auerstedt, ea a revenit la Waterloo. În consecință, liderii prusaci se așteptau să joace un rol important în politica germană.

Limitele Confederației Germane. Prusia este cu albastru, Austria cu galben, iar restul cu gri. Linia roșie prin Austria este limita cu teritoriile maghiare, care făceau parte din Austria dar nu și din Confederație.

Creșterea naționalismului german, stimulat de experiența germanilor din perioada napoleoniană și inițial aliat cu liberalismul, a schimbat relațiile politice, sociale și culturale din statele germane. În acest context, se pot observa rădăcinile sale în perioada napoleoniană. Organizațiile studențești Burschenschaft și demonstrațiile populare, cum ar fi cele de la Castelul Wartburg din octombrie 1817 au contribuit la creșterea simțului unității între germanofonii din Europa Centrală. Mai mult, promisiunile implicite și uneori explicite făcute în timpul Războiului de Eliberare a făcut poporul să se aștepte la suveranitate populară și la o largă participare la procesul politic, promisiuni care nu au fost onorate după obținerea păcii. Activismul organizațiilor studențești a determinat liderii conservatori, cum ar fi Klemens Wenzel, Prinț von Metternich, să se teamă de sentimentul naționalist; asasinarea dramaturgului german August von Kotzebue în martie 1819 de un student radical ce dorea unificarea a fost urmată la 20 septembrie 1819 de proclamarea Decretelor de la Carlsbad, care au frânat conducerea intelectuală a mișcării naționaliste. Metternich a reușit să canalizeze resentimentele conservatorilor față de asasinat spre consolidarea legislației care avea să limiteze mai mult libertatea presei și să restrângă mișcările liberale și naționaliste în creștere. În consecință, aceste decrete au împins Burschenschaften în ilegalitate, au restrâns publicarea de material naționalist, au extins cenzura presei și a corespondenței personale, și au limitat dreptul academic la libertatea exprimării interzicând profesorilor universitari sa încurajeze dezbateri naționaliste. Decretele au fost subiectul pamfletului lui Johann Joseph von Görres Teutschland [arhaic: Deutschland] und die Revolution (Germania și Revoluția) (1820), în care el a concluzionat că este și imposibil și de nedorit reprimarea libertății de expresie prin măsuri reacționare.

## Colaborarea economică: uniunea vamală
Pentru mai multe detalii despre acest subiect, vedeți Zollverein.
O altă instituție-cheie pentru unificarea statelor germane, Zollverein, a ajutat la crearea unei mai puternice legături economice. Inițial concepută de ministrul prusac de finanțe Hans, Conte von Bülow, ca o uniune vamală prusacă în 1818, Zollverein a legat între ele numeroase teritorii prusace și ale familiei Hohenzollern. De-a lungul celor peste treizeci de ani ce au urmat, s-au alăturat uniunii și alte state germane. Ea a ajutat la reducerea barierelor protecționiste dintre statele germane, îmbunătățind mai ales transportul de materii prime și bunuri finite, ușurând și ieftinind transportul de mărfuri peste granițele teritoriale, și deci reducând costurile de vânzare, cumpărare și transport. Aceasta a fost deosebit de important pentru centrele industriale emergente, dintre care cele mai multe se aflau în Renania, și în văile Saarului, și a Ruhrului.

### Drumuri și căi ferate

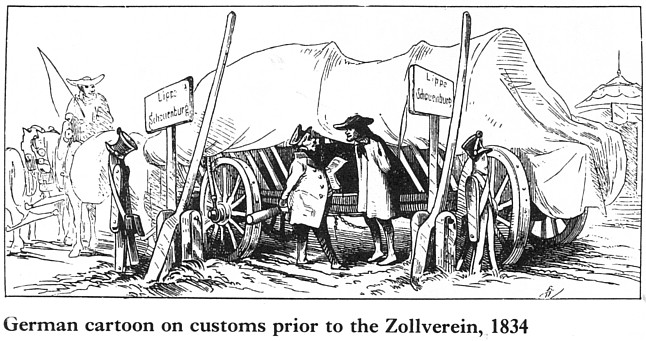
Acest desen oferă un comentariu satiric asupra prevalenței taxelor vamale în multe state germane, în preajma lui 1834. Unele state erau atât de mici încât transportatorii își încărcau și își descărcau marfa de două sau de trei ori pe zi.

La începutul secolului al XIX-lea, drumurile germane erau extrem de deteriorate. Călătorii, atât localnici cât și străini, se plângeau de starea Heerstraßen, drumurile militare pentru mișcarea trupelor. Pe măsură ce statele germane au încetat a mai fi câmp de dispute militare, însă, drumurile și-au îmbunătățit calitatea; lungimea drumurilor cu suprafață tare din Prusia a crescut de la 3.800 km în 1816 la 16.600 km în 1852, în parte și datorită utilizării asfaltului în suprafețe carosabile numite pe atunci macadam. Înainte de 1835, Heinrich von Gagern scria că drumurile sunt „venele și arterele corpului politic ...” și prezicea că ele vor promova libertatea, independența și prosperitatea. Pe măsură ce oamenii se deplasau, ei intrau în contact cu alții, în trenuri, la hoteluri, în restaurante, și, pentru unii, în stațiuni cum ar fi Baden-Baden. Transportul pe apă s-a îmbunătățit și el. Blocadele de pe Rin au fost înlăturate din ordinele lui Napoleon iar până în anii 1820s, vapoarele au înlocuit bărcile tractate de oameni și animale în sisteme complexe. Până în 1846, funcționau pe râurile germane și pe Lacul Konstanz 180 de vapoare și o rețea de canale se extindea din Dunăre, Weser și Elba.

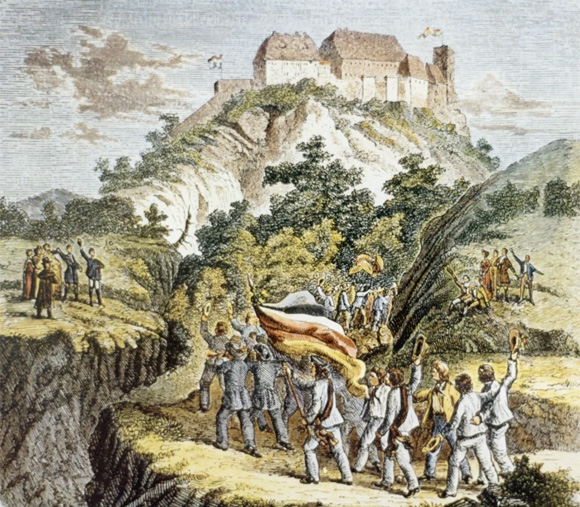
În octombrie 1817, aproximativ 500 de studenți s-au adunat la Castelul Wartburg, unde Martin Luther se refugiase cu peste 3 secole în urmă, pentru a demonstra în favoarea unificării naționale. Wartburg a fost ales pentru legătura sa simbolică cu personalitatea națională germană.

Oricât de importante au fost aceste îmbunătățiri, ele nu puteau concura cu impactul căilor ferate. Economistul german Friedrich List a denumit căile ferate și Uniunea Vamală „Gemeni Siamezi”, accentuând importanta relație pe care o aveau una cu alta. Nu era singurul: și poetul August Heinrich Hoffmann von Fallersleben a scris o poezie în care lăuda meritele Zollverein, și care începea cu o listă de bunuri ce au contribuit la unitatea germană mai mult decât politica și diplomația. Istoricii celui de-al doilea imperiu au privit ulterior căile ferate ca fiind primul indicator al unui stat unit; romancierul patriot, Wilhelm Raabe, scria: „Imperiul German a fost fondat cu construirea primei căi ferate ...” Nu toată lumea a primit monstrul de fier cu entuziasm. Regele Prusiei Frederic Wilhelm al III-lea nu găsea niciun avantaj în a călători de la Berlin la Potsdam într-un timp cu câteva ore mai scurt, iar Metternich a refuzat să călătorească cu trenul. Alții se întrebau dacă nu cumva calea ferată era un rău ce amenința peisajul: poezia lui Nikolaus Lenau 1838 An den Frühling (La izvoare) deplângea felul în care trenurile distrugeau liniștea pădurilor germane.

Prima linie ferată de pasageri și mărfuri din țările germane lega orașele Nürnberg și Fürth în 1835; avea 6 km lungime, și funcționa numai pe timp de zi, dar s-a dovedit foarte profitabilă și populară. În trei ani, fuseseră construiți 141 km de cale ferată; până în 1840, 462 km iar până în 1860, 11.157 km. În lipsa unei trăsături geografice centrale (cum ar fi o capitală națională), căile ferate formau o rețea cu multe noduri, legând orașe și târguri din aceeași regiune, regiunile mici cu cele mai mari, și așa mai departe. Pe măsură ce s-a extins rețeaua de căi ferate, a devenit mai ieftin transportul de bunuri: în 1840, 18 pfennigi pe tonă pe kilometru iar în 1870, cinci pfennigi. Efectele căii ferate au fost imediate. De exemplu, materiile prime se puteau deplasa în susul și în josul văii Ruhrului, fără a trebui să fie încărcate și descărcate. Liniile de cale ferată au încurajat activitățile economice creând cerere de bunuri și facilitând comerțul. În 1850, transportul pe râuri transporta de trei ori mai multă marfă decât cel pe calea ferată; până în 1870, situația se inversase și căile ferate transportau de patru ori mai mult. Căile ferate au schimbat și aspectul orașelor, modul cum călătoreau oamenii, și au avut impact în toate clasele sociale. Deși unele dintre cele mai îndepărtate provincii nu au fost conectate la rețeaua feroviară decât în anii 1890, până la jumătatea secolului, și în mod sigur până în 1865, majoritatea populației și centrelor de producție aveau acces la calea ferată.

### Geografie, patriotism și limbă
Pe măsură ce călătoriile erau mai ușoare, mai rapide și mai ieftine, germanii au început să găsească unitate și în alți factori decât limba. Frații Grimm, care au scris un dicționar uriaș, au cules numeroase fabule și povești populare, care au relevat paralele între poveștile din diferite regiuni. Karl Baedeker a scris ghiduri pentru diferite orașe și regiuni din Europa Centrală, indicând locurile de cazare, locurile de vizitat, și dând o scurtă istorie a castelelor, câmpurilor de luptă, clădirilor celebre, și oamenilor celebri. Ghidurile sale dădeau și distanțele, drumurile de evitat, și potecile de urmat.
Cuvintele lui August Heinrich Hoffmann von Fallersleben exprimau nu doar unitatea lingvistică a poporului german, ci și unitatea lor geografică. În Deutschland Deutschland über Alles, denumit oficial Das Lied der Deutschen (Cântecul germanilor), Fallersleben cerea suveranilor din toate statele germane să recunoască toate caracteristicile comune ale poporului german. Alte asemenea cântece patriotice cum ar fi Die Wacht am Rhein de Max Schneckenburger au început să concentreze atenția asupra spațiului geografic, nelimitând „germanitatea” la o limbă comună. Schneckenburger a scris Die Wacht am Rhein (Strajă pe Rin) ca răspuns patriotic specific la afirmațiile francezilor că Rinul ar fi granița estică „naturală” a Franței. Și în alte poezii patriotice, cum ar fi Das Rheinlied (Cântecul Rinului) de Nicholaus Becker, germanii erau chemați să-și apere patria. În 1807, Alexander Humboldt spunea că, legând popoarele de mediul în care trăiau, caracterul național reflectă influența geografică. În aceeași idee au apărut mișcările pentru păstrarea vechilor păduri și locuri istorice, și acestea se concentrau în mod deosebit pe regiunea Rinului, locul numeroaselor confruntări cu Franța și Spania.

## Vormärzși liberalismul secolului al nouăsprezecelea
Perioada statelor polițienești austriac și prusac și a vastei cenzuri dinaintea Revoluției din 1848 au devenit cunoscute ulterior sub denumirea de Vormärz, „înainte de Martie”, cu referire la martie 1848. În această perioadă, liberalismul european a prins viteză; agenda liberală includea aspecte economice, sociale și politice. Numeroși liberali europeni din perioada Vormärz cereau unificarea sub principii naționaliste, promovau tranziția la capitalism, cereau lărgirea dreptului la vot. „Radicalismul” lor depindea de poziția pe care o aveau în raport cu votul universal: cu cât mai largă era definiția pentru vot „universal”, cu atât erau considerați mai radicali.

### Festivalul Hambach: naționalismul liberal și răspunsul conservatorilor

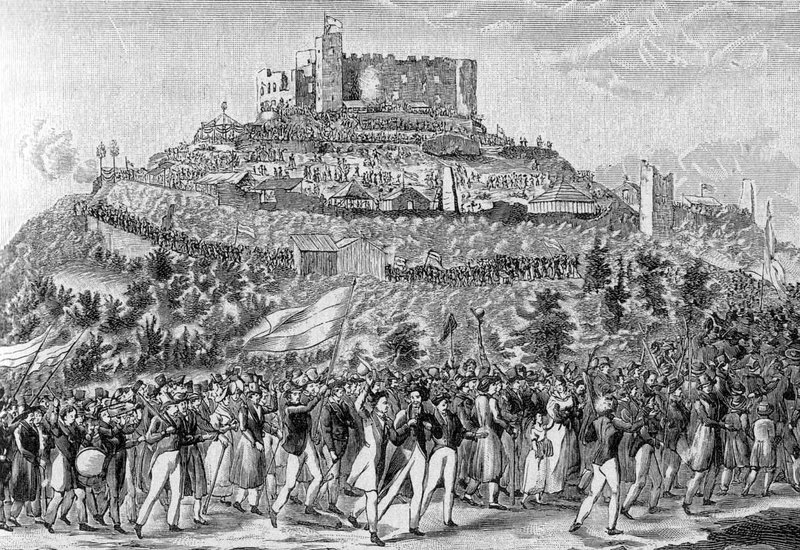
Participanți pro-naționaliști merg către ruinele castelului Hambach în 1832. Predomină studenți și unii profesioniști cu soțiile lor. Ei purtau drapelul mișcării ilegale Burschenschaft, care ulterior a constituit baza drapelului Germaniei moderne

În pofida reacției conservatoare considerabile, ideile de unitate s-au alăturat noțiunilor de suveranitate populară în țările germanofone. La Festivalul Hambach din mai 1832 au venit peste 30.000 de oameni. Promovat ca bâlci, participanții au sărbătorit fraternitatea, libertatea, și unitatea națională. Aceștia s-au adunat în orașul de sub castel și au mers până la ruinele acestuia pe dealul deasupra micului oraș Hambach, din provincia Palatinat din Bavaria. Ducând steaguri, bătând tobe și cântând, marșul a durat o bună parte din dimineață și din amiază și, odată ajunși la castel, participanții au ascultat discursuri ale oratorilor naționaliști de toate culorile politice. Conținutul discursurilor sugerează o diferență fundamentală între naționalismul german al anilor 1830 și naționalismul francez de la Revoluția din Iulie: cel german se concentra pe educația maselor; odată ce populația este educată și știe de ce are nevoie, ea își va îndeplini scopurile. Retorica de la Hambach punea accentul pe natura pașnică a naționalismului german: ideea nu era de a construi baricade, o formă foarte „franțuzească” de naționalism, ci de a construi punți emoționale între grupări.
Așa cum făcuse și în 1819, după asasinarea lui Kotzebue, Metternich s-a folosit de demonstrația populară de la Hambach pentru a promova politici conservatoare. „Cele Șase Articole” din 28 iunie 1832 reafirmau principiul autorității monarhice. La 5 iulie, Dieta din Frankfurt a votat încă 10 articole, care reiterau regulile existente de cenzură, restricționarea organizațiilor politice și limitarea activităților publice. Mai mult, statele membre cădeau de acord să trimită ajutor militar oricărui guvern amenințat de tulburări. Princțul Wrede a condus jumătate din armata Bavariei în Palatinat pentru a „supune” provincia. Câțiva oratori de la Hambach au fost arestați, judecați și închiși; unul dintre ei, Karl Heinrich Brüggemann (1810–1887), student la drept și reprezentant al mișcării secrete Burschenschaft, a fost trimis în Prusia, unde a fost întâi condamnat la moarte, dar apoi grațiat.

### Liberalismul și răspunsul la problemele economice
Alți câțiva factori au complicat creșterea naționalismului în statele germane. Printre factorii umani se numărau rivalitățile politice dintre membrii confederației germane, mai ales cele între austrieci și prusaci și competiția socio-economică dintre interesele comerciale și mercantile și cele aristocrate ale proprietarilor de moșii. Printre factorii naturali se numărau seceta de la începutul anilor 1830, și din anii 1840, și criza alimentară din anii 1840. Au apărut și alte complicații din cauza unei schimbări înspre industrializare; oamenii își căutau de lucru și adesea plecau din sate și din orașele mici pentru a lucra în orașe în timpul săptămânii, întorcându-se pentru o zi și jumătate în weekenduri.

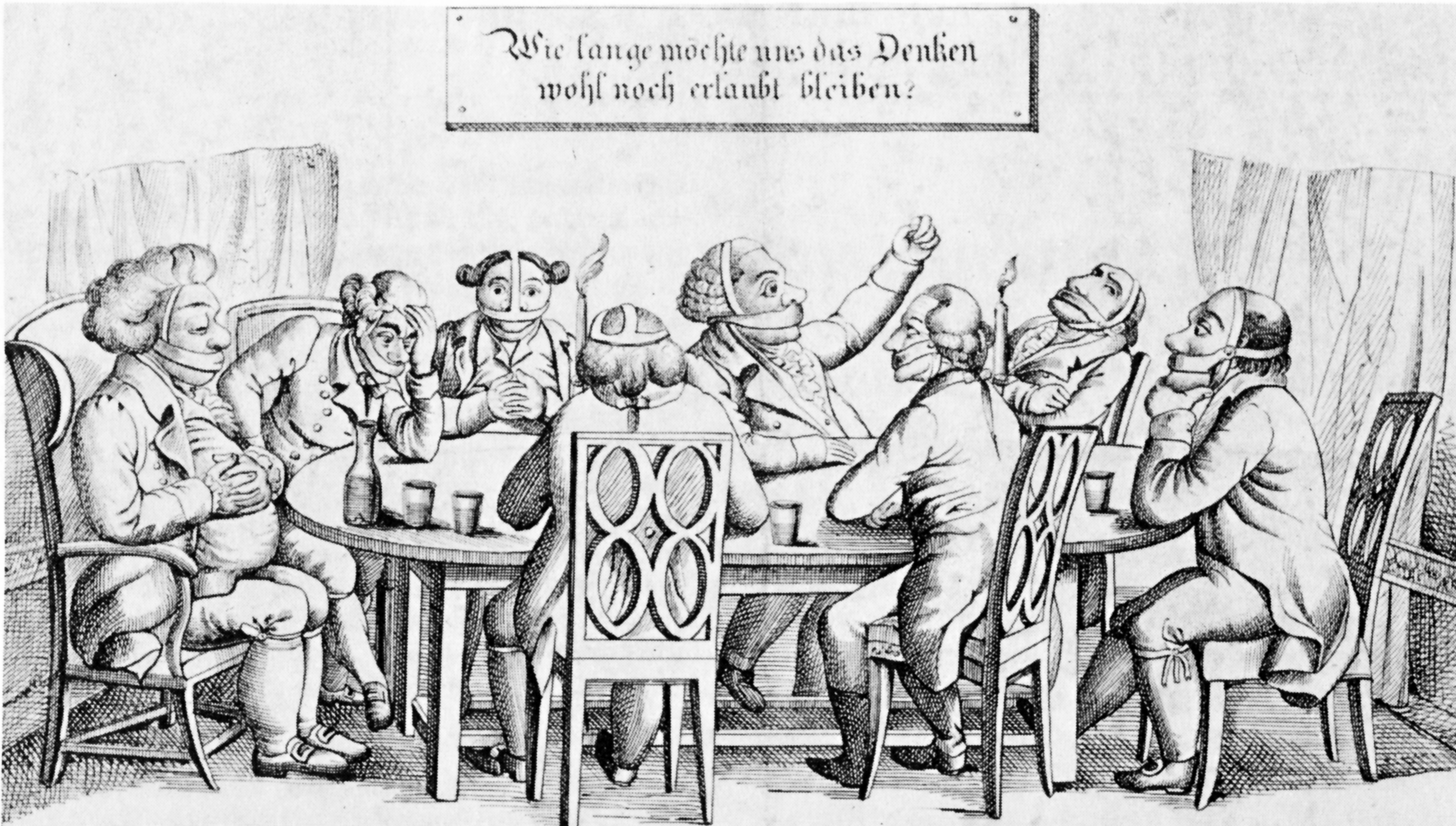
La Clubul Gânditorilor, prima regulă este Gânditul Interzis.

Dislocarea economică, socială și culturală a oamenilor de rând, greutățile economice ale unei economii în tranziție și presiunea dezastrelor naturale au contribuit cu toate la exacerbarea problemelor în Europa Centrală. Eșecul înregistrat de majoritatea guvernelor în tratarea crizei alimentare din anii 1840 cauzată de mana cartofului (legată și de Marea Foamete din Irlanda) și de câțiva ani de vreme nefavorabilă au încurajat pe mulți să creadă că cei bogați și puternici nu au niciun interes față de problemele lor. Cei cu autoritate erau îngrijorați de tulburările sociale crescânde, de agitația politică și socială din rândul claselor muncitoare, și de antipatia intelectualității. Se părea că cenzura, amenzile, închisoarea și exilul nu mai erau suficiente pentru a frâna criticile. Mai mult, devenea din ce în ce mai clar că atât Austria cât și Prusia doreau să fie liderul unui stat unit rezultat.

## Primele eforturi de unificare
Pentru mai multe detalii despre acest subiect, vedeți Revoluțiile din 1848.
Atât mitingului de la Wartburg din 1817 cât și Festivalului Hambach din 1832 le-a lipsit un program clar de unificare. La Hambach, pozițiile numeroșilor oratori ilustrau agendele lor disparate. Uniți doar de ideea unificării, niciunul dintre ei nu avea un plan specific despre realizarea acesteia, bazându-se doar pe ideea nebuloasă că Volk (poporul), dacă este bine educat, va aduce singur unificarea. Discursurile fulminante, drapelele, studenții exuberanți și picnicurile nu s-au tradus într-un nou aparat politic, birocratic și administrativ; nu a apărut ca prin minune nicio constituție, deși s-a vorbit foarte mult despre așa ceva. În 1848, naționaliștii au căutat să remedieze această problemă.

### Revoluțiile germane din 1848și Parlamentul de la Frankfurt
Pentru mai multe detalii despre acest subiect, vedeți Parlamentul de la Frankfurt.
Revoluțiile din 1848 din Germania au căutat unificarea și o singură constituție germană. Revoluționarii au presat diversele guverne, mai ales în Renania, să formeze o adunare parlamentară care să aibă responsabilitatea întocmirii de constituții. În cele din urmă, mulți revoluționari de stânga sperau că această constituție va stabili votul universal pentru bărbați, un parlament național permanent și o Germanie unificată, posibil sub conducerea regelui Prusiei, care părea cel mai logic candidat: Prusia era cel mai mare și cel mai puternic stat. În general, revoluționarii de dreapta cereau doar o lărgire a dreptului de vot din statele lor și, poate, o formă de unificare slabă. Presiunea lor a avut ca rezultat mai multe alegeri, bazate pe diverse sisteme de vot, care a dat unor grupuri electorale, mai ales celor mai bogați și proprietarilor de pământuri mai mari puteri reprezentative.

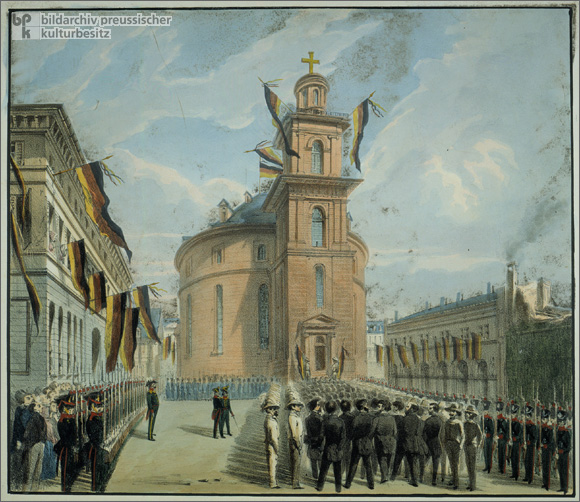
Delegați dinainte de parlament intră în Biserica Sf. Pavel din Frankfurt, unde au pus bazele alegerii unui Parlament Național.

În aprilie 1849, Parlamentul de la Frankfurt a oferit titlul de Kaiser (Împărat) regelui Prusiei, Frederic Wilhelm al IV-lea. El a refuzat din mai multe motive. Public, el a răspuns că nu poate accepta o coroană fără consimțământul statelor, prin care se referea la principi. În secret, el se temea de opoziția celorlalți principi germani și de intervenția militară a Austriei și Rusiei; lui nici nu-i plăcea ideea de a accepta o coroană din partea unui parlament ales de popor: după cum se exprima el însuși, nu putea accepta o „coroană de lut”. În ciuda cerințelor ce perpetuau multe dintre problemele de suveranitate și participare politică pe care liberalii doreau să le depășească, Parlamentul de la Frankfurt a reușit să scrie o constituție și să ajungă la un acord pentru soluția kleindeutsch. Parlamentul de la Frankfurt a sfârșit cu un eșec parțial: deși liberalii nu au reușit unificarea pe care o doreau, ei au reușit totuși să rezolve multe probleme constituționale și să promoveze reforme în colaborare cu principii germani.

### 1848 și Parlamentul de la Frankfurt în analiză retrospectivă
Succesele și eșecurile Parlamentului de la Frankfurt au fost dezbătute vreme de zeci de ani de istorici ai Germaniei și au contribuit la explicațiile istoriografice ale construirii națiunii germane. O opinie ce a apărut după 1918 și a adunat numeroși adepți după cel de-al doilea război mondial a fost aceea că așa-numitul eșec al liberalilor germani din Parlamentul de la Frankfurt a condus la un compromis al burgheziei cu conservatorii, mai ales cu proprietarii de pământ prusaci (Junkeri), și ulterior, la așa-numitul Sonderweg (cale distinctă) al Germaniei din secolul al XX-lea. Nerealizarea unificării în 1848, conform acestei opinii, a avut ca rezultat formarea târzie a statului național în 1871, care, la rândul său, a întârziat dezvoltarea de valori naționale pozitive. Mai mult, „eșecul” de la 1848 ar fi reafirmat dorințele aristocratice latente din rândul clasei de mijloc germane; în consecință, acest grup nu și-a dezvoltat niciodată un program autonom de modernizare.
Mai recent, alți istorici (marxiști) s-au opus acestei idei, susținând că Germania nu a avut de fapt un Sonderweg cu totul diferit de drumurile altor națiuni, o idee istoriografică denumită excepționalism. În schimb, acest nou grup de istorici susține că momentul 1848 a adus realizări concrete ale politicienilor liberali; multe dintre ideile și programele lor au fost ulterior incorporate în programele sociale ale lui Bismarck (de exemplu, asigurarea socială, programele educaționale și diversele legi electorale). Bismarck a împlinit un ideal drag liberalilor, anume unificarea Germaniei. Pentru colaborarea dintre moșieri, pe care Bismarck îi reprezenta și servea și liberali, aceștia din urmă au trebuit să facă importante concesii, care pe termen mediu s-au arătat a fi foarte costisitoare: ca reprezentanți ai noii clase brugheze, liberalii au fost susținători entuziaști ai politicilor lui Bismarck de represiune a minorității catolice; în aceeași notă extrem de puțin liberală, aceștia s-au raliat și întru sprijinirea politicilor antisocialiste ale lui Bismarck, practic legi de interzicere a partidului social democrat și măsuri de persecutare violentă a mișcării muncitorești. Dacă ambele măsuri reacționare ale lui Bismarck au eșuat finalmente, ele au lăsat totuși urme adânci în societatea germană, divizată de acum pentru multă vreme pe noile linii de fractură religioasă și de clasă: catolicii au devenit dușmani înrăiți ai liberalismului și modernității, iar mișcarea muncitorească s-a radicalizat, refuzând orice colaborare cu partidele burgheze și adoptând finalmente un program de inspirație marxistă, care făcea dezirabilă o răsturnare a sistemului. 
Același grup de istorici marxizanți subliniază și faptul că noțiunea însăși de cale unică se bazează pe faptul că drumurile urmate de alte națiuni (în acest caz, de cea britanică) ar fi norma acceptată. Acest nou argument pune în discuție normele modelului britanic, iar studiile recente ale dezvoltării conceptului de națiune la britanici și la alte state „normale” (de exemplu, Franța și Statele Unite) au sugerat că chiar în aceste state, națiunea modernă nu s-a dezvoltat nici uniform și nici timpuriu, ci a fost o propunere apărută undeva în a doua jumătate a secolului al XIX-lea. Până la sfârșitul anilor 1990, acest punct de vedere a devenit cel general acceptat, deși unii istorici încă mai consideră analiza Sonderweg utilă în înțelegerea perioadei național-socialismului. Nici reprezentanții punctului de vedere majoritar nu-și fondează explicațiile istoriografice într-o altă optică decât tot pentru înțelegerea perioadei naziste: Eley, de ex., consideră că teza „drumului aparte” (sau a „căii distincte”) a fost avansată de către școala de tendință liberală de istorie, pentru a scăpa capitalismul și liberalismul de vina apariției nazismului: fascismul german (nazismul) a apărut atunci când burghezia (adică clasa socială economic vorbind dominantă în perioada după primul război mondial) a eșuat în încercarea de a-și promova interesele într-un cadru democratic, alegând atunci ca mijloc de opoziție la progresul continu al stângii popularizarea în mase a anti-socialismului ca și frustrările naționalismului tocmai învins în primul război mondial. În bună tradiție marxistă, Blackbourn și Eley atacă teza Sonderweg punând sub semnul întrebării ipoteza liberală conform căreia există o legătură obligatorie între dominația burgheziei, modernizarea industrială și o politică liberală (democrație).

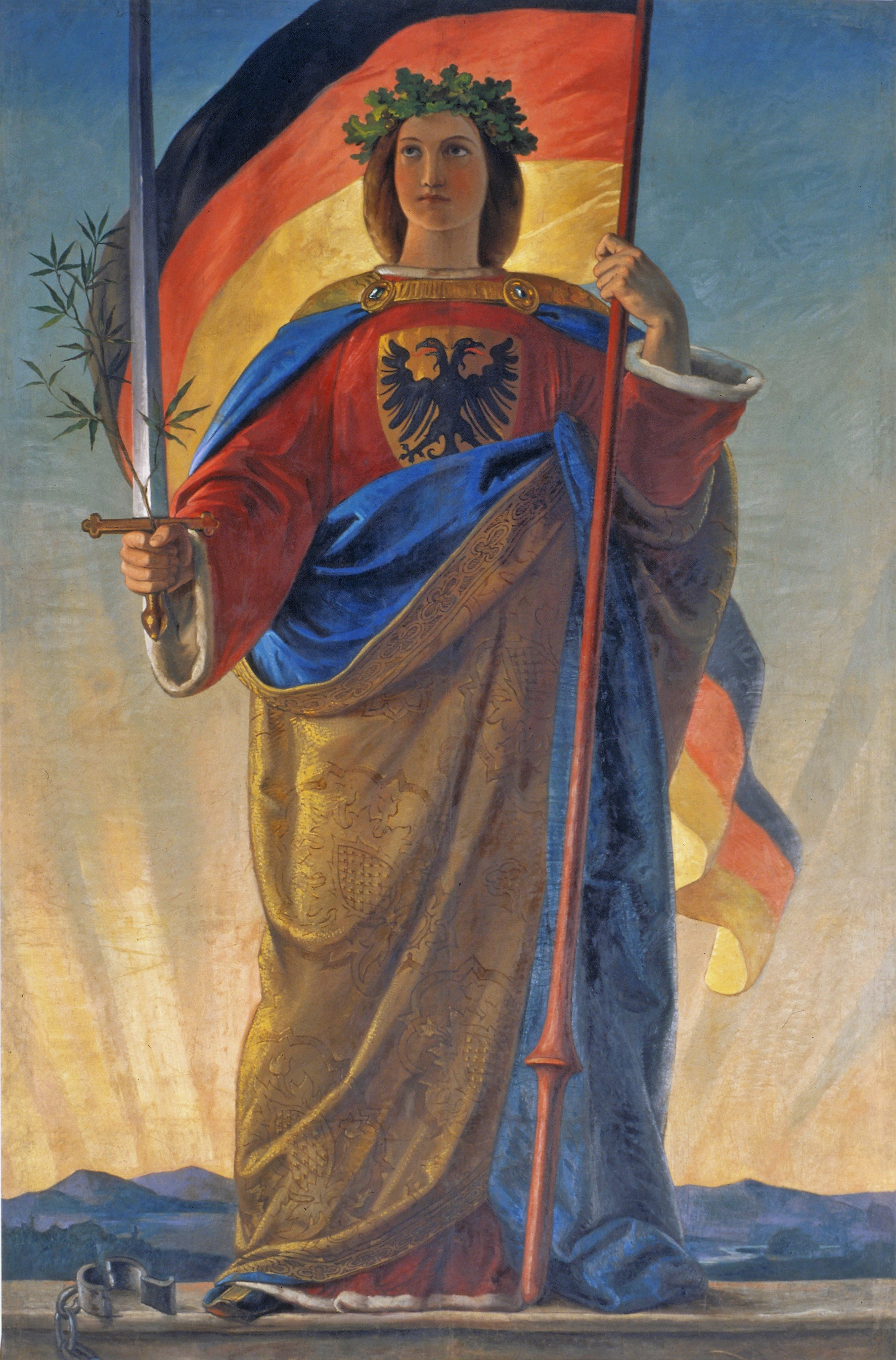
Această pictură a Germaniei, și ea de Philipp Veit, a fost creată pentru a ascunde orga din Biserica Sf. Pavel din Frankfurt, în timpul reunirii Parlamentului acolo, în martie 1848–49. Sabia trebuia să simbolizeze Cuvântul Domnului și să marcheze înnoirea poporului și a spiritului său triumfător.

### Problema sferelor de influență: Uniunea de la Erfurt și Acordul de la Olmütz
După ce Parlamentul de la Frankfurt s-a desființat, Frederic Wilhelm al IV-lea, sub influența generalului Joseph Maria von Radowitz, a susținut formarea Uniunii de la Erfurt, o federație de state germane, excluzând Austria, prin acordul liber al principilor germani. Această unire limitată sub conducerea Prusiei ar fi eliminat în întregime influența austriacă asupra statelor germane. Presiunea diplomatică combinată din partea Austriei și din partea Rusiei (putere garantă a acordurilor din 1815 care au înființat sferele europene de influență) au forțat Prusia să renunțe la ideea Uniunii de la Erfurt la o întâlnire în micul oraș Olmütz din Moravia. În noiembrie 1850, Prusacii, anume Radowitz și Frederic Wilhelm, au acceptat restaurarea Confederației Germane sub conducere austriacă. Aceasta s-a numit Acordul de la Olmütz, iar în Prusia „Umilința de la Olmütz”.
Deși aparent evenimente minore, propunerea Uniunii de la Erfurt și Acordul de la Olmütz au adus problema influenței asupra statelor germane în prim plan. Chestiunea unificării a devenit nu doar o chestiune de dacă, ci una de când, iar când depindea de putere. Unul dintre foștii membri ai Parlamentului de la Frankfurt, Johann Gustav Droysen, a rezumat pe scurt problema:

Nu putem ascunde faptul că întreaga chestiune germană este o simplă alternativă între Prusia și Austria. În aceste state, viața germană are polii săi pozitivi și negativi – în primul, toate interesele naționale și reformatoare, în al doilea, toate cele dinastice și distructive. Chestiunea germană nu este o problemă constituțională, ci o chestiune de putere; și monarhia prusacă nu este în întregime germană, pe când cea a Austriei nici nu poate fi.

Unificarea în aceste condiții a ridicat o problemă diplomatică elementară. Posibilitatea unificării germane (și a celei italiene) a pus în discuție preceptele fundamentale de echilibru trasate în 1815; unificarea acestor grupuri de state ar fi răsturnat principiile sferelor de influență suprapuse. Metternich, Castlereagh și Țarul Alexandru (și secretarul său de externe contele Karl Nesselrode), principalii arhitecți ai acestei convenții, concepuseră și organizaseră o Europă (și o lume) echilibrată și garantată de patru puteri: Regatul Unit, Franța, Rusia și Austria. Fiecare putere avea sfera sa de influență geografică; pentru Franța, aceasta includea peninsula Iberică și parțial statele italiene; pentru ruși, regiunile estice ale Europei Centrale, și parțial în Balcani; pentru austrieci, sfera de influență includea mare parte din teritoriile din Europa Centrală ale vechiului Reich (Sfântul Imperiu Roman); și pentru britanici, restul lumii, în special mările.
Sistemul sferelor de influență din Europa depindea de fragmentarea statelor italiene și germane, iar consolidarea lor îi dăuna. În consecință, o națiune germană unită sub un singur drapel prezenta chestiuni semnificative: Cine erau germanii? Unde era Germania? dar și Cine o conducea? și, foarte important, cine ar putea apăra cel mai bine „Germania”? Diferite grupuri au oferit diferite soluții la această problemă. În soluția Kleindeutschland (Germania Mică), statele germane aveau să fie unite sub conducerea Prusiei; în soluția Grossdeutschland (Germania Mare), statele germane aveau să fie unite sub conducerea statului austriac. Această controversă, denumită dualismul german, a dominat diplomația austro-prusacă și viața politică a statelor germane timp de douăzeci de ani.

### Creșterea puterii Prusiei:Realpolitik
Până în 1859, Wilhelm devenise regent în locul bolnavului său frate Frederic Wilhelm al IV-lea; Helmuth von Moltke cel Bătrân deținea poziția de șef al Statului Major General al Prusiei și Albrecht von Roon pe cel de Ministru de Război al Prusiei. Von Roon și Wilhelm (care a participat activ la aceste evenimente) au reorganizat armata prusacă, iar Moltke a regândit apărarea strategică a Prusiei, simplificând comanda operațională. Reformele militare (și finanțarea lor) au cauzat o criză constituțională în Prusia. Problema era că atât parlamentul cât și regele, prin ministrul de război, doreau să controleze bugetul armatei. Wilhelm, devenit în 1862 Regele Wilhelm I, l-a numit pe Otto von Bismarck în funcția de Ministru-Președinte al Prusiei; Bismarck a rezolvat criza în favoarea ministrului de război.

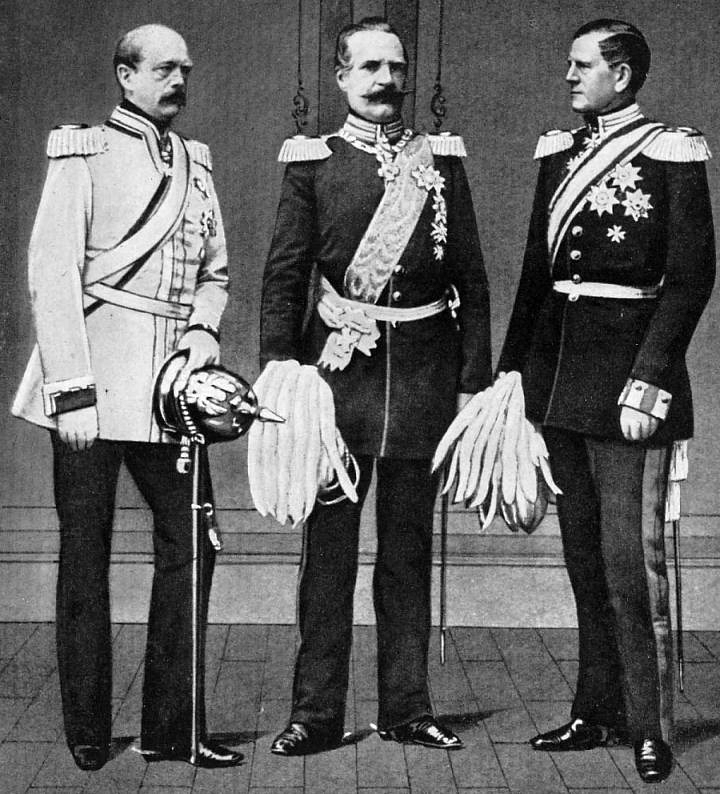
Convergența dintre conducerea politică și diplomatică a lui Bismarck, stânga, reorganizarea armatei și a tehnicilor de antrenament de către Albrecht von Roon (centru), și regândirea principiilor strategice și operaționale de către Helmuth von Moltke (dreapta) au plasat Prusia printre cele mai puternice state din geopolitica europeană după anii 1860.

Războiul Crimeei din 1854–1855 și Războiul Italian din 1859 au dezechilibrat relațiile între Regatul Unit, Franța, Austria și Rusia. Ca urmare a acestui dezechilibru, convergența dintre reorganizarea operațională a lui von Moltke, restructurarea armatei de către von Roon și Wilhelm, și diplomația lui Bismarck au influențat restructurarea echilibrului de forțe la nivel european. Agendele lor combinate au făcut din Prusia principala putere germană printr-o combinație de victorii diplomatice în politica externă, susținute de posibila utilizare a forței militare prusace și moderarea pragmatică în politica internă: Realpolitik.
Bismarck a exprimat esența Realpolitik în discursul său devenit celebru „Sânge și fier” ținut în fața Comisiei pentru Buget a Camerei Deputaților Prusiei la 30 septembrie 1862, la scurt timp după ce a devenit Ministru-Președinte: „Marile chestiuni ale timpului nu se vor rezolva cu discursuri și cu decizii ale majorității—aceasta a fost marea greșeală din 1848 și 1849—ci prin fier și sânge”. Discursul - bine presărat cu toate clișeele reacționare ale vremii: „constituția e bună, dar nu la noi (ci la francezi)”; „presa nu reflectă opinia publică, care și așa e schimbătoare”; „oamenii sunt prea critici la adresa cârmuirii și unii dintre ei, care n-au nimic de pierdut ar vrea să vadă răsturnări” - critică deputații care voiau, la cerera publicului, să reducă perioada serviciului militar (recent mărită de la 2 la 3 ani de către von Roon în 1860), acuzându-i de pacifism; afirmă că germanii nu pot fi conduși pe baza unei constituții, pentru că sunt prea 'cultivați, și de aceea prea independenți și prompți critici ai măsurilor guvernului, sugerând că în plus în Prusia există o grămadă de disperați care ar vrea să asiste la răsturnări de regim. Cu ocazia aceluiași discurs Bismarck afirmă că presa nu reflectă opinia publică, pentru că aceasta este schimbătoare. Bismarck își încheie discursul afirmând că granițele Prusiei la acel moment nu sunt favorabile unei vieți publice sănătoase, de aceea Prusia trebuie să mențină o armată bine pregătită și gata să intre în acțiune când se ivește ocazia, și să nu mai rateze aceste șanse cum s-a întâmplat în trecut. În acest context, afirmă Bismarck că marile chestiuni ale vremii nu se vor rezolva cu discursuri și cu decizii luate de majorității, asta fiind doar o mare eroare a lui 1848, ci prin fier și sânge.
Cuvintele lui Bismarck, „fier și sânge” (sau „sânge și fier” cum sunt adesea citate), au fost citate greșit și interpretate greșit ca fiind o dovadă a dorinței de sânge și putere a germanilor. În primul rând, discursul și fraza „marile chestiuni ale timpului nu vor fi rezolvate prin discursuri și decizii ale majorității” este interpretată ca o repudiere a procesului politic, repudiere pe care Bismarck nu o susținea. În al doilea rând, accentul pus pe sânge și fier nu însemna doar forța militară fără rival a armatei prusace, ci două alte aspecte importante: primul, abilitatea statelor germane de a produce fier (și alte materii prime pentru război) și al doilea, disponibilitatea de a le folosi când și dacă ar fi fost nevoie.

## Fondarea unui stat unitar
Nevoia de fier și sânge a devenit în curând evidentă. Până în 1862, când Bismarck și-a ținut discursul, ideea de stat național german în spiritul pașnic al Pangermanismului evoluase de la caracterul liberal și democratic pe care îl avea în 1848 pentru a face loc Realpolitikului lui Bismarck. Veșnic pragmatic, Bismarck înțelegea posibilitățile, obstacolele și avantajele unui stat unit, și importanța legăturii acelui stat cu dinastia de Hohenzollern, aceasta din urmă rămânând, pentru unii istorici, una dintre principalele contribuții ale lui Bismarck la crearea imperiului în 1871. Condițiile tratatelor ce legau între ele diverse state germane îi interziceau acțiunea unilaterală; politicianul și diplomatul din el realizau cât de nepractică ar fi o astfel de acțiune. Pentru ca statele germane să intre în război, sau, așa cum bănuia că se va întâmpla, să fie forțate să declare război împreună împotriva unui singur dușman, adversarii săi diplomatici ar trebui întâi să declare război unuia dintre statele germane. Istoricii au dezbătut vreme îndelungată rolul lui Bismarck în evenimentele ce au dus la războiul franco-prusac. Deși o opinie tradițională, promovată în mare parte de istoricii pro-prusaci din secolul al XIX-lea și din prima jumătate a secolului al XX-lea, susține că Bismarck a fost singurul arhitect al unificării, unii istorici de după 1945 critică cinismul lui Bismarck manifestat în manipularea circumstanțelor pentru a declanșa un război. Oricum, Bismarck nu a fost nici sfânt, nici diavol; manipulând evenimentele din 1866 și 1870, el a demonstrat abilitățile politice și diplomatice care îl determinaseră pe Wilhelm să apeleze la el în 1862.
Trei episoade s-au dovedit fundamentale pentru unificarea administrativă și politică a Germaniei: aspirațiile iredentiste ale lui Christian al IX-lea al Danemarcei au dus la Al Doilea Război al Schleswigului (1864); ocazia creată de activitățile naționaliste italiene la granița Austriei au forțat Austria să își irosească resursele militare pe două fronturi în Războiul Austro-Prusac (1866); și temerile francezilor de a fi înconjurați de Hohenzollerni i-a determinat să declare război Prusiei, ceea ce a avut ca rezultat Războiul Franco-Prusac (1870–71). Printr-o combinație între diplomația și conducerea politică a lui Bismarck, reorganizarea militară a lui von Roon și strategia militară a lui Moltke, Prusia a ieșit din perioada de dualism german ca statul ce putea să reprezinte și să protejeze cu cea mai mare credibilitate interesele germane. Prusia a demonstrat restului statelor germane că niciuna dintre semnatarele europene ale tratatului de pace din 1815 nu putea susține puterea Austriei în această sferă de influență europeană.

### Iredentismul danez
Prima ocazie a venit odată cu amenințarea iredentismului danez. La 18 noiembrie 1863, Regele Christian al IX-lea al Danemarcei a semnat Constituția Daneză din Noiembrie, și a declarat Ducatul Schleswig parte a Danemarcei. Confederația Germană a considerat aceasta o violare a Protocolului de la Londra din 1852 în care statutul regatului Danemarcei era explicit definit ca distinct de ducatele independente Schleswig și Holstein. Mai mult, locuitorii din Schleswig și Holstein țineau și ei la statutul lor de stat separat: o mare parte a populației ducatului Holstein era de origine germană și vorbea limba germană; în Schleswig populația era mai echilibrată, cu o minoritate daneză semnificativă. Tentativele diplomatice de desființare a Constituției din Noiembrie au dat greș și, după ce trupele austriece și prusace au trecut granița în Schleswig la 1 februarie 1864, au început luptele. Inițial, danezii au încercat să-și apere țara cu ajutorul Danewerk, un zid de pământ antic, care însă s-a dovedit de neapărat. Danezii nu se puteau opune forțelor prusace și austriece combinate și nu puteau conta pe ajutorul aliaților lor din celelalte state scandinave (Danemarca încălcase Protocoalele). Al Doilea Război al Schleswigului s-a încheiat cu victoria armatelor aliate austro-prusace și cele două țări au preluat controlul Schleswigului și Holsteinului în urma acordului de pace semnat la 30 octombrie 1863 la Viena.

### Războiul dintre Austria și Prusia, 1866
În 1866, împreună cu nou-formata Italie, Bismarck a creat un mediu diplomatic în care Austria a declarat război Prusiei. Preludiul dramatic al războiului a avut loc mai ales la Frankfurt unde, la Parlament, cele două puteri au pretins că reprezintă toate statele germane. În aprilie 1866, reprezentantul Prusiei la Florența a semnat un pact secret cu italienii. Cele două state s-au angajat să se ajute într-un război împotriva Austriei. A doua zi, delegatul prusac de la adunarea de la Frankfurt a prezentat un plan pentru o constituție națională și o Dietă națională creată prin alegeri directe și vot universal. Relația dificilă și ambiguă a lui Bismarck cu Landtagul (Parlamentul Provincial) din Prusia, uneori caldă, alteori conflictuală, a cauzat scepticismul liberalilor germani, care vedeau propunerea sa ca pe un plan de mărire a puterii Prusiei.

#### Alegerea taberelor
Dezbaterea privind constituția națională propusă a trecut pe planul doi atunci când la Viena a sosit vestea mișcărilor de trupe italiene din Tirol și de la granița venețiană (21 aprilie 1866). Guvernul austriac a ordonat mobilizarea parțială în regiunile sudice; italienii au răspuns ordonând mobilzarea generală. În ciuda apelurilor pentru acțiune și gândire rațională, Italia, Prusia și Austria a continuat cursa spre conflictul armat. La 1 mai, Wilhelm a dat lui Moltke comanda forțelor armate, și a doua zi a început mobilizarea generală în Prusia. 

Prusia (albastru închis) și aliații săi (albastru) împotriva Austriei (roșu) și a aliaților ei (roz); cuceririle teritoriale ale Prusiei după război (albastru deschis)

În Dietă, gruparea statelor de dimensiune medie, denumite Mittelstaaten (Bavaria, Württemberg, marile ducate Baden și Hessa, și ducatele Saxonia–Weimar, Saxonia–Meiningen, Saxonia–Coburg și Nassau), au susținut demobilizarea completă în cadrul Confederației. Guvernele lor individuale au respins amestecul de promisiuni și amenințări cu care Bismarck le cerea susținerea împotriva Habsburgilor. Cabinetul de război al Prusiei a înțeles că singurii săi susținători între statele germane împotriva Habsburgilor erau marile ducate Mecklenburg-Schwerin și Mecklenburg-Strelitz (mici principate la granița cu Brandenburg cu putere militară și influență politică reduse), și singurul susținător din străinătate era Italia.
Opoziția față de tactica Prusiei a ieșit la iveală și în alte grupuri politice și sociale. Consiliile locale din toate statele germane, parlamentarii liberali unioniști și camerele de comerț care vedeau avantaje mari ale unirii se opuneau oricărui război între Prusia și Austria: orice astfel de conflict ar servi doar dinastiilor, nu și intereselor lor, pe care ele le considerau „civile”, și/sau „burgheze”. Opinia publică se opunea și ea dominației prusace. Populațiile catolice de pe râul Rin, mai ales în regiunile cosmopolite ale Kölnului și din foarte populata vale a Ruhrului, au continuat să țină partea Austriei. Până la sfârșitul primăverii, majoritatea statelor importante se opuneau eforturilor Berlinului de a reorganiza statele germane cu forța. Cabinetul prusac vedea unitatea germană ca pe o chestiune de putere. Liberalii din adunarea de la Frankfurt vedeau unitatea germană ca pe un proces de negociere, și distribuția puterii între mai multe părți.

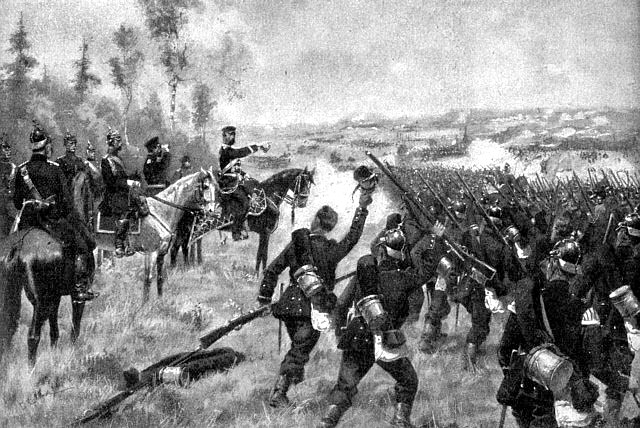
Prințul moștenitor al Prusiei Friedrich Carl ordonă trupelor sale entuziaste să atace la Bătălia de la Königgrätz. Prințul moștenitor și trupele sale ajunseseră cu întârziere și într-un loc greșit, dar când a ajuns, el a ordonat imediat atacul. Această bătălie decisivă, câștigată de prusaci, i-a forțat pe Habsburgi să încheie pace, și a pus bazele soluției Kleindeutschland (Germania Mică) sau „Germania fără Austria”.

#### Izolarea Austriei
Deși mai multe state germane erau inițial de partea Austriei, trupele prusace le-au interceptat soldații și i-au trimis înapoi, iar Austria, ajutată doar de Saxonia, s-a luptat singură cu Prusia; deși Franța a promis ajutor, acesta a venit târziu și a fost insuficient. Pentru a complica situația Austriei, mobilizarea italiană la granița de sud obliga armata să lupte Al Treilea Război Italian de Independență pe un al doilea front și pe Marea Adriatică. Bătălia de la Königgrätz, care a durat o zi și s-a desfășurat lângă satul Sadová, s-a încheiat cu o victorie incontestabilă și decisivă a Prusiei.

### Realpolitikși Confederația Germană de Nord
În ciuda implicării Franței de partea Austriei, Wilhelm a acceptat ajutorul lui Napoleon al III-lea ca mediator; o pace rapidă era esențială pentru a împiedica Rusia să extindă conflictul intervenind de partea Austriei. Prusia a anexat Hanovra, Hesse-Kassel, Nassau, și orașul Frankfurt. Hesse Darmstadt a pierdut o parte din teritoriu, dar nu și suveranitatea. Statele de la sud de râul Main (Baden, Württemberg și Bavaria) au semnat tratate separate prin care se obligau să plătească despăgubiri și să formeze alianțe ce le aduceau în sfera de influență a Prusiei. Austria și majoritatea aliaților săi au fost excluși din Confederația Germană de Nord.
Sfârșitul dominației Austriei în statele germane au dus la mutarea atenției Austriei către Balcani. În 1867, împăratul austriac Franz Joseph a acceptat un compromis prin care a dat teritoriilor ungare statut egal cu cel al domeniilor austriece, înființând monarhia dualistă a Austro-Ungariei. Pacea de la Praga (1866) a oferit Austriei termeni favorabili, prin care relația acesteia cu noul stat național Italia au trecut prin restructurări majore; deși austriecii au avut mult mai mult succes pe plan militar contra trupelor italiene, imperiul a pierdut importanta provincie a Veneției. Habsburgii au cedat Veneția Franței, care apoi a cedat-o Italiei. Publicul francez nu a primit cu bucurie victoria prusacă și a cerut Revanche pour Sadová, ceea ce a contribuit la sentimentul antiprusac în Franța, problemă ce a accelerat în lunile dinaintea declanșării Războiului Franco-Prusac. Austria a încetat să domine țările germanofone din Europa Centrală, și prima sferă de influență stabilita la tratatul din 1815 s-a destrămat irevocabil. Realitatea înfrângerii Austriei a avut ca rezultat regândirea diviziunilor interne, autonomiei locale și liberalismului.
Noua Confederație Germană de Nord avea propria constituție, drapel, și structuri guvernamentale și administrative. Prusia, sub influența lui Bismarck, învinsese rezistența activă a Austriei la ideea unei Germanii unite prin victorii militare, dar oricât a scăzut această politică influența Austriei asupra statelor germane, ea a și știrbit spiritul unității pangermane: majoritatea statelor germane respingeau politicile de forță ale Prusiei.

## Războiul cu Franța
Până în 1870 trei dintre cele cele mai importante concluzii ale războiului austro-prusac au devenit evidente: prin forța armelor, un stat puternic poate contesta vechile alianțe și sfere de influență stabilite în 1815. Prin manevre diplomatice, un bun lider poate crea un mediu în care un stat este obligat să declare război primul, forțând statele din alianțele defensive să vină în ajutorul așa-numitei victime a agresiunii străine. Și capacitatea militară prusacă era mult peste cea a Austriei, iar Prusia era în mod cert singurul stat din Confederație și dintre toate statele germane capabil de a le proteja pe toate de intervenții și agresiuni străine. În 1866, majoritatea statelor germane de dimensiune medie se opuneau Prusiei; până în 1870, aceste state fuseseră forțate sau convinse să intre în alianțe de protecție reciprocă cu Prusia. În cazul în care un stat european ar fi declarat război unuia dintre membrii alianței, toți ar fi sărit în apărarea statului atacat. Prin manipulări abile ale politicii europene, Bismarck a creat o situație în care Franța a jucat rolul agresorului statelor germane, iar Prusia pe cel de protector al drepturilor și libertăților germanilor.

### Prăbușirea sferelor de influență în Peninsula Iberică
Următoarea breșă în platoșa creată în 1815 la Viena—și protejată de Metternich și de aliații săi conservatori în următorii patruzeci de ani—a apărut în Spania. Acolo, în 1868, o revoluție dusese la înlăturarea reginei Isabella a II-a, iar tronul a rămas vacant cât timp Isabella a trăit într-un luxos exil la Paris. Spaniolii, în căutarea unui succesor catolic, oferiseră tronul altor trei principi europeni, fiecare fiind respins de Napoleon al III-lea (ca reprezentant al puterii regionale). În cele din urmă, în 1870 Regența a oferit coroana lui Leopold de Hohenzollern-Sigmaringen, prinț din linia catolică a familiei Hohenzollern. Evenimentele ce au urmat au fost denumite de istorici candidatura Hohenzollern.
În următoarele săptămâni, propunerea spaniolă a fost subiectul principal pe agenda Europei. Bismarck l-a încurajat pe Leopold să accepte oferta. Instaurarea cu succes a unui membru al familiei Hohenzollern-Sigmaringen pe tronul Spaniei ar fi însemnat ca două țări vecine Franței în două colțuri diferite să aibă regi germani din dinastia Hohenzollern, perspectivă care lui Bismarck îi plăcea, dar era totalmente inacceptabilă pentru Napoleon al III-lea și pentru Agenor, duce de Gramont, ministrul său de externe. Gramont a scris un ultimatum lui Wilhelm, ca lider al familiei Hohenzollern, în care îi spunea că dacă vreun prinț Hohenzollern acceptă coroana Spaniei, guvernul francez va răspunde. Natura răspunsului a rămas ambiguă. Prințul și-a retras candidatura, dezamorsând criza, dar ambasadorul francez la Berlin nu a lăsat problema să se stingă. El l-a abordat direct pe regele Prusiei, Wilhelm, când acesta era în vacanță în stațiunea Ems, cerându-i să publice o declarație prin care se angaja să nu susțină instaurarea vreunui Hohenzollern pe tronul Spaniei. Wilhelm a refuzat să dea o astfel de declarație, și i-a trimis lui Bismarck o telegramă în care a descris cerințele Franței. Bismarck s-a folosit de telegrama regelui, denumită Depeșa de la Ems, ca model pentru o scurtă declarație de presă. Cu o formulare prescurtată și ascuțită de Bismarck, și cu alte modificări suferite în timpul traducerii efectuate de agenția franceză Havas, așa-numita depeșă de la Ems a stârnit furia opiniei publice franceze. Publicul francez, încă rănit în orgoliu de înfrângerea de la Sadová, a cerut război.

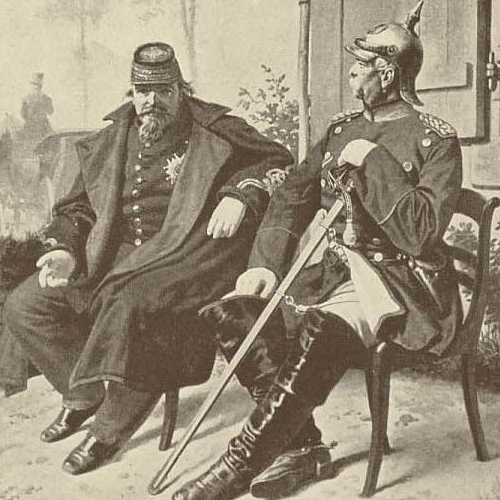
Împăratul Napoleon al III-lea (stânga) la Sedan, la 2 septembrie 1870, așezat lângă Cancelarul Prusiei Otto von Bismarck, ținând sabia lui Napoleon cu care acesta a capitulat. Înfrângerea armatei franceze a destabilizat regimul lui Napoleon; la Paris, o revoluție a dus la proclamarea celei de-a treia republici franceze și războiul a continuat.

### Operațiunile militare
Pentru mai multe detalii despre acest subiect, vedeți Războiul franco-prusac.
Napoleon al III-lea al Franței a dezvoltat o strategie similară cu cea a unchiului său, Napoleon Bonaparte: dezbină și cucerește. El spera ca Austria să intre în război pentru a se răzbuna și că fostele sale aliate, în particular statele germane Baden, Württemberg și Bavaria, i se vor alătura, dar tratatul din 1866 a intrat în acțiune: toate statele germane și-au unit forțele militare, deși nu neapărat cu entuziasm, pentru a se lupta cu Franța. În loc de război de răzbunare împotriva Prusiei, susținută de diverși aliați germani, Franța s-a văzut singură într-un război împotriva tuturor statelor germane. Reorganizarea armatei de către Roon și strategia operativă a lui Moltke s-au combinat împotriva Franței cu mult succes. Viteza mobilizării prusace i-a uimit pe francezi, iar abilitatea prusacilor de a concentra puterea în anumite puncte, similară cu strategia lui Napoleon cu șaptezeci de ani în urmă, au copleșit armata franceză. Utilizând eficienta rețea feroviară, trupele prusace au fost aduse spre câmpul de bătălie rapid, odihnite și gata de luptă. Trupele franceze a trebuit să mărșăluiască distanțe mari pentru a ajunge la câmpul de bătălie. După câteva bătălii, și anume Spicheren, Wörth, Mars la Tour și Gravelotte, germanii au învins principalele armate franceze și au avansat spre orașul Metz și spre capitala Franței, Paris. L-au luat prizonier pe împăratul Franței împreună cu o întreagă armată la Sedan la 1 septembrie 1870.

### Proclamarea Imperiului German

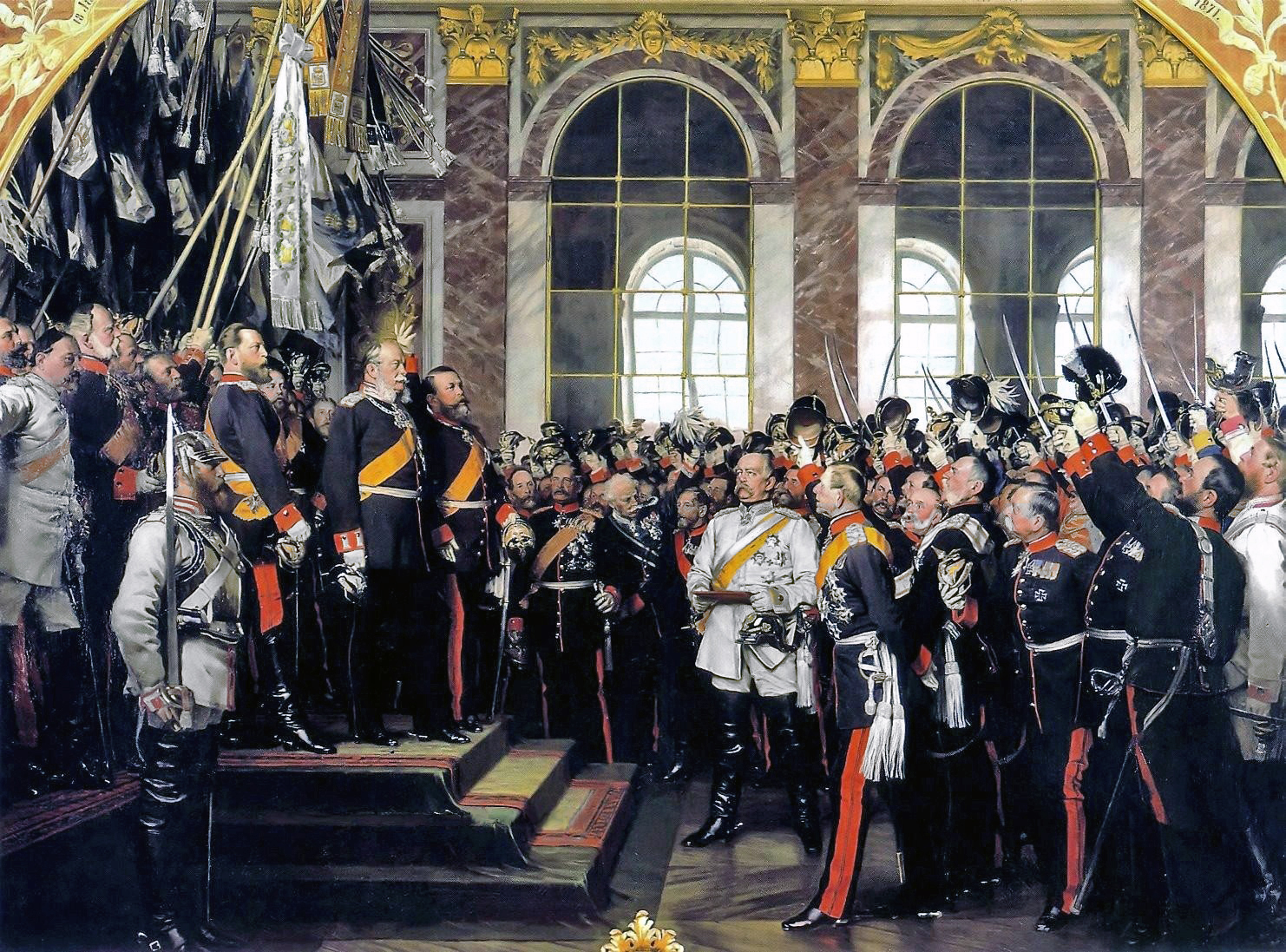
18 ianuarie 1871: Proclamarea Imperiului German în Sala Oglinzilor de la Palatul Versailles. Bismarck în alb. Arhiducele de Baden stă lângă Wilhelm. Prințul moștenitor Friedrich, devenit apoi Frederic al III-lea, în dreapta tatălui său. Pictură de Anton von Werner.

Umilitoarea capturare a împăratului francez și pierderea armatei franceze, care a rămas prizonieră într-o tabără de prizonieri improvizată în Saarland („Tabăra Miseriei”, cum au denumit-o francezii), a aruncat guvernul francez în haos; energicii adversari ai lui Napoleon au răsturnat guvernul și au proclamat republica. Comandamentul german se aștepta la o propunere de pace din partea francezilor, dar noua republică a refuzat să negocieze. Armata prusacă a asediat capitala Paris până la jumătatea lui ianuarie. La 18 ianuarie 1871, prinții germani și comandanții militari principali l-au proclamat pe Wilhelm „Împărat German” în sala oglinzilor de la Palatul Versailles. În urma tratatului de pace, Franța renunța la regiunile sale locuite de germani (Alsacia și partea germanofonă din Lorena); plătea despăgubiri de război, calculate pe baza populației, ca fiind echivalentul precis al despăgubirilor impuse de Napoleon Bonaparte Prusiei în 1807; și a acceptat administrația germană a Parisului și a unei părți din nordul Franței cu „trupele germane urmând să fie retrase pas cu pas” pe măsură ce se plătesc despăgubirile.

### Importanța războiului în procesul de unificare
Victoria din războiul franco-prusac s-a dovedit a fi piatra de hotar a problemei naționaliste. În prima jumătate a anilor 1860, Austria și Prusia pretindeau ambele că vorbesc în numele statelor germane; ambele susțineau că pot reprezenta interesele germane în străinătate și în interior. Ca răspuns la iredentismul danez, ambele s-au dovedit hotărâte să facă aceasta. În 1866, însă, Austria și-a demonstrat inabilitatea de a se concentra pe problemele statelor germane în timp ce își disputa granițele de sud cu Italia. După victoria în fața Austriei, Prusia și-a putut exercita autoritatea de a reprezenta statele germane și de a apăra interesele germane, cel puțin pe plan intern; Austria, pe de altă parte, și-a îndreptat din ce în ce mai mult atenția spre posesiunile din Balcani. Victoria împotriva Franței în 1871 a confirmat Prusia ca jucător dominant într-un stat german unificat. Odată cu proclamarea lui Wilhelm drept Kaiser, Prusia a preluat conducerea noului imperiu. Statele sudice au fost oficial încorporate Germaniei unite în urma Tratatului de la Versailles (26 februarie 1871; ratificat apoi la Tratatul de la Frankfurt din 10 mai 1871), care a pus oficial capăt războiului. Deși Bismarck condusese transformarea Germaniei dintr-o confederație slabă într-un stat național federal, el nu a realizat aceasta de unul singur. Unificarea a avut loc prin construcția unei tradiții de colaborare legală în cadrul Sfântului Imperiu Roman și de colaborare economică prin Zollverein. Dificultățile Vormärz, impactul liberalilor de la 1848, importanța reorganizării de către Roon a armatei și geniul strategic al lui Moltke, toate au jucat un rol în unificarea politică.

## Unificarea politică și administrativă
Pentru mai multe detalii despre acest subiect, vedeți Imperiul German.
Noul Imperiu German conținea 25 de state, din care trei erau orașe hanseatice. El era Kleindeutsche Lösung, („Soluția Germania Mică”, fără Austria), spre deosebire de Großdeutsche Lösung sau „Soluția Germania Mare”, care ar fi inclus Austria. Unificarea diferitelor state într-o singură națiune a necesitat mai mult decât victorii militare, oricât de mult ar fi ridicat acestea moralul. A fost nevoie și de o regândire a comportamentelor politice, sociale și culturale, și de construcția unor noi metafore despre „noi” și „ei”.

### Statele componente ale Imperiului
Deși adesea caracterizat ca o federație de monarhi, Imperiul German, în sensul strict, era o federație de state.

Statele membre ale Imperiului German (ocru), cu Regatul Prusiei albastru.

| Stat                                        | Stat                                            | Capitală      |
| ------------------------------------------- | ----------------------------------------------- | ------------- |
| Regate (Königreiche)                        |                                                 |               |
|                                             | Prusia (Preußen)                                | Berlin        |
|                                             | Bavaria (Bayern)                                | München       |
|                                             | Saxonia (Sachsen)                               | Dresda        |
|                                             | Württemberg                                     | Stuttgart     |
| Mari Ducate (Großherzogtümer)               |                                                 |               |
|                                             | Baden                                           | Karlsruhe     |
|                                             | Hessa (Hessen)                                  | Darmstadt     |
|                                             | Mecklenburg-Schwerin                            | Schwerin      |
|                                             | Mecklenburg-Strelitz                            | Neustrelitz   |
|                                             | Oldenburg                                       | Oldenburg     |
|                                             | Saxa-Weimar-Eisenach (Sachsen-Weimar-Eisenach)  | Weimar        |
| Ducate (Herzogtümer)                        |                                                 |               |
|                                             | Anhalt                                          | Dessau        |
|                                             | Brunswick (Braunschweig)                        | Braunschweig  |
|                                             | Saxa-Altenburg (Sachsen-Altenburg)              | Altenburg     |
|                                             | Saxa-Coburg și Gotha (Sachsen-Coburg und Gotha) | Coburg        |
|                                             | Saxa-Meiningen (Sachsen-Meiningen)              | Meiningen     |
| Principate (Fürstentümer)                   |                                                 |               |
|                                             | Lippe                                           | Detmold       |
|                                             | Reuss Linia Tânără                              | Gera          |
|                                             | Reuss Linia Bătrână                             | Greiz         |
|                                             | Schaumburg-Lippe                                | Bückeburg     |
|                                             | Schwarzburg-Rudolstadt                          | Rudolstadt    |
|                                             | Schwarzburg-Sondershausen                       | Sondershausen |
|                                             | Waldeck-Pyrmont                                 | Arolsen       |
| Orașe libere hanseatice (Freie Hansestädte) |                                                 |               |
|                                             | Bremen                                          |               |
|                                             | Hamburg                                         |               |
|                                             | Lübeck                                          |               |
| Teritorii imperiale (Reichsland)            |                                                 |               |
|                                             | Alsacia-Lorena (Elsaß-Lothringen)               | Straßburg     |

### Structura politică a Imperiului
Constituția nord-germană din 1866 a devenit (cu unele modificări de exprimare) în 1871 Constituția Imperiului German. Cu această constituție, noua Germanie a căpătat unele trăsături democratice, și anume Dieta Imperială, care—spre deosebire de parlamentul Prusiei—oferea reprezentare pe bază de alegeri cu vot direct și egal al tuturor bărbaților cu vârsta de cel puțin 25 de ani. Mai mult, alegerile au fost în general lipsite de probleme, și poporul a devenit mândru de parlamentul național. Legislația trebuia, însă, adoptată doar cu consimțământul Bundesratului, consiliul federal al deputaților statelor, în care și asupra căruia Prusia avea o influență foarte mare. Prusia își exercita astfel influența în ambele ramuri ale guvernării, regele Prusiei fiind Kaiser și aprobând cancelarul federal. Cancelarul era răspunzător doar în fața Împăratului. Oficial, cancelarul era un fel de guvern într-o singură persoană și era reponsabil cu buna desfășurare a tuturor problemelor de stat; în practică, secretarii de stat (oficiali birocrați ce conduceau domenii ca finanțele, războiul, afacerile externe etc.) acționau ca miniștri neoficiali. Cu excepția anilor 1872–1873 și 1892–1894, cancelarul imperial era simultan prim ministru al regatului-fief al dinastiei imperiale, Prusia. Dieta Imperială avea puterea să adopte, să amendeze sau să respingă legi, dar nu avea dreptul la inițiativă. (inițiativa legislativă era în exclusivitate dreptul cancelarului.) Celelalte state și-au păstrat și ele propriile guverne, dar forțele militare ale statelor mai mici au trecut sub comandă prusacă. Armatele statelor mai mari (cum ar fi regatele Bavaria și Saxonia) s-au reformat pentru a se coordona cu principiile militare prusace, fiind controlate de guvernul federal.

### Dispute istorice și anatomia socială a Imperiului
Ipoteza Sonderweg punea dificultățile Germaniei din secolul al XX-lea pe seama slăbiciunii bazei politice, legale și economice a noului Imperiu. Nobilimea prusacă posesoare de pământuri, Junkerii, păstra o parte substanțială a puterii politice din statul unificat. Ipoteza Sonderweg a atribuit puterea lor absenței unor realizări revoluționare ale claselor medii, sau ale țărănimii împreună cu muncitorii din orașe, în 1848 și în 1871. Cercetările recente ale rolului marii burghezii în construirea noului stat au respins ideea dominației politice și economice a Junkerilor ca grup social și au demonstrat importanța claselor comercianților din orașele hanseatice și a liderilor industriei (mai ales în Renania) în dezvoltarea celui de-al doilea imperiu.
Alte studii ale diferitelor grupuri din Germania Wilhelmină au contribuit la o nouă viziune asupra acelei perioade. Desi Junkerii, într-adevăr, continuau să controleze ofițerii armatei, ei nu dominau problemele sociale, politice și economice în măsura în care presupuneau teoreticienii Sonderwegului. Puterea Junkerilor estici era contrabalansată de provinciile de vest sub forma marii burghezii—din care făceau parte bancheri, comercianți, industriași și mici întreprinzători—și sub cea a claselor profesioniste de funcționari, profesori, învățători, medici, avocați, ingineri, oameni de știință etc. În consecință, deși ipoteza Sonderweg poate fi încă utilă în a explica experiența Germaniei cu național-socialismul, ea nu mai domină studiile istorice asupra Europei Centrale a secolului al XIX-lea. În schimb, istoricii au început să descrie felul în care politicile sociale conservatoare ale lui Bismarck au absorbit și au adaptat numeroase elemente ale revoluționarilor liberali din anii 1840 și socialiștii din anii 1860 și de mai târziu: politica imperială a reflectat o abordare pragmatică și prudentă a problemelor sociale, politice și economice. În particular, valorile predominant conservatoare ale lui Bismarck erau un ecou al conservatorismului clasic al lui Edmund Burke: credința că anumiți membrii ai societății sunt inerent mai bine pregătiți și mai bine calificați să conducă, și că acești indivizi adesea provin din păturile proprietarilor de pământuri și ale elitei financiare.

## Dincolo de mecanismul politic: formarea unei națiuni
Dacă mitingurilor de la Wartburg și Hambach le lipsea o constituție și un aparat administrativ, problema a fost tratată între 1867 și 1871. Totuși, după cum au descoperit germanii, discursurile cu patos, steagurile și mulțimile entuziaste împreună cu o constituție, o reorganizare politică și o superstructură imperială, și cu Uniunea Vamală revizuită în 1867–68, nu formau încă o națiune.

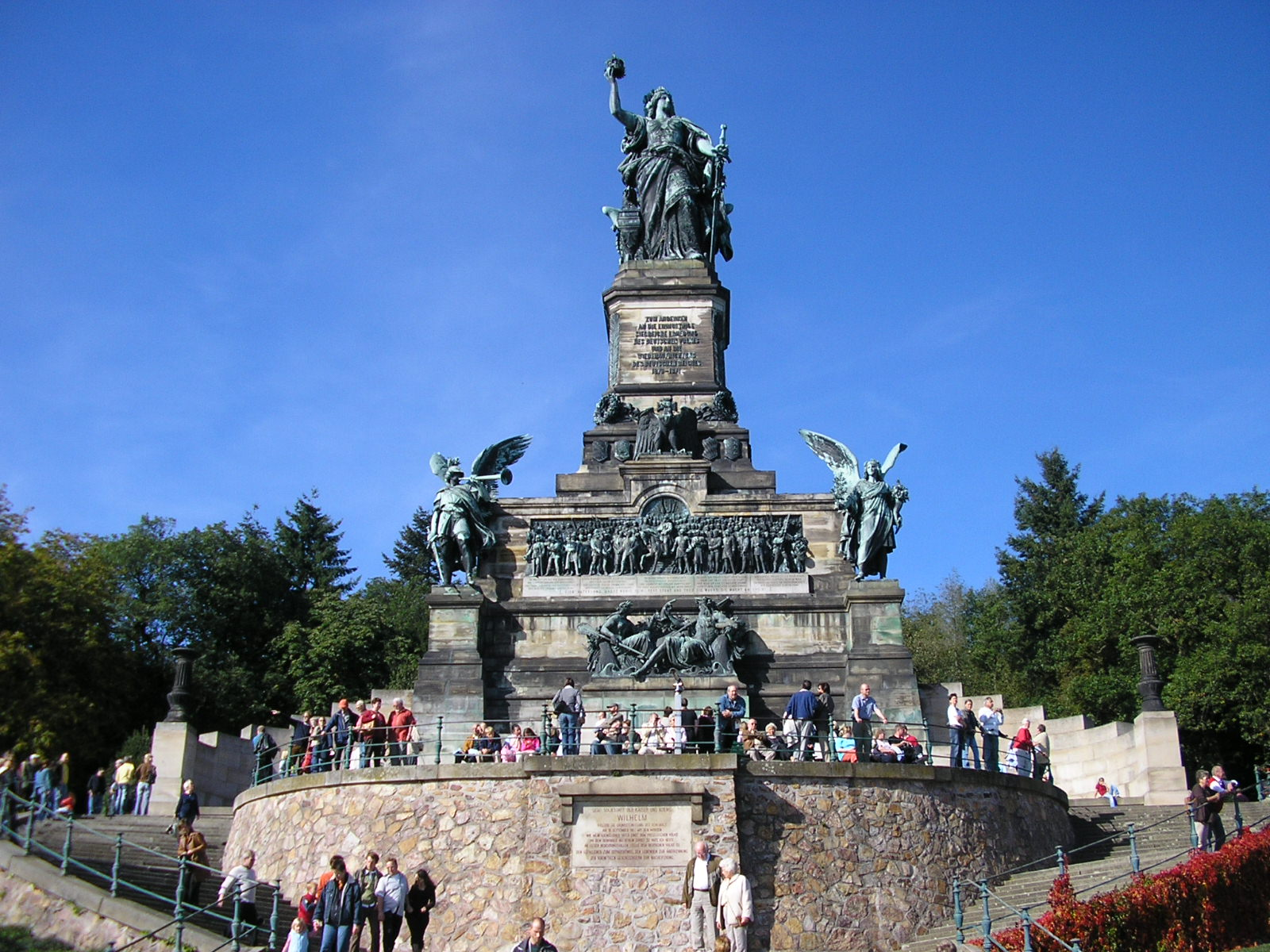
Germania, demumit și Monumentul Niederwald, a fost construit în 1877–83 la Rüdesheim.

Un element-cheie al statului național îl reprezintă crearea unei culturi naționale, adesea—dar nu obligatoriu—printr-o politică națională deliberată. În noua națiune germană, Kulturkampf (1872–78) ce a urmărit unificarea politică, economică și administrativă a încercat să rezolve, fără succes, unele dintre contradicțiile din societatea germană. În particular, ea a implicat lupte pe problemele limbii, educației și religiei. Politica de germanizare a popoarelor non-germane de pe teritoriile imperiului, inclusiv a minorităților poloneză și daneză, a început cu limba, în particular limba germană, obligativitatea școlilor în limba germană și tentativa de creare a unei programe școlare standardizate pentru aceste școli cu scopul de a promova și lăuda ideea unui trecut comun. În cele din urmă, s-a extins la religia populației noului Imperiu.

### Kulturkampf
Pentru unii germani, definiția națiunii nu includea pluralismul, iar catolicii în particular au intrat în vizorul acestora; unii germani, și mai ales Bismarck, se temeau că legătura catolicilor cu papalitatea le-ar putea reduce loialitatea față de națiune. În calitate de cancelar, Bismarck a încercat, fără prea mult succes, să limiteze influența Bisericii Romano-Catolice și a ramurii sale politice, Partidul Catolic de Centru, în educație și în problemele legate de limbă. Partidul Catolic de Centru a păstrat sprijinul popular în regiunile catolice din Bavaria și din Badenul de sud, precum și în zonele urbane ce conțineau muncitori din zona rurală în căutare de lucru în industria grea, și a încercat să protejeze nu doar drepturile catolicilor, ci și pe cele ale altor minorități, inclusiv ale polonezilor și ale francezilor din Alsacia. Legile din mai 1873 au adus numirea preoților și pregătirea lor sub controlul statului, ceea ce a dus la închiderea a numeroase seminarii teologice, și la o penurie de preoți. Legea Congregațiilor din 1875 a abolit ordinele religioase, a pus capăt subvenționării de stat a Bisericii Catolice și a eliminat protecțiile religioase din constituția Prusiei.

### Integrarea comunității evreiești

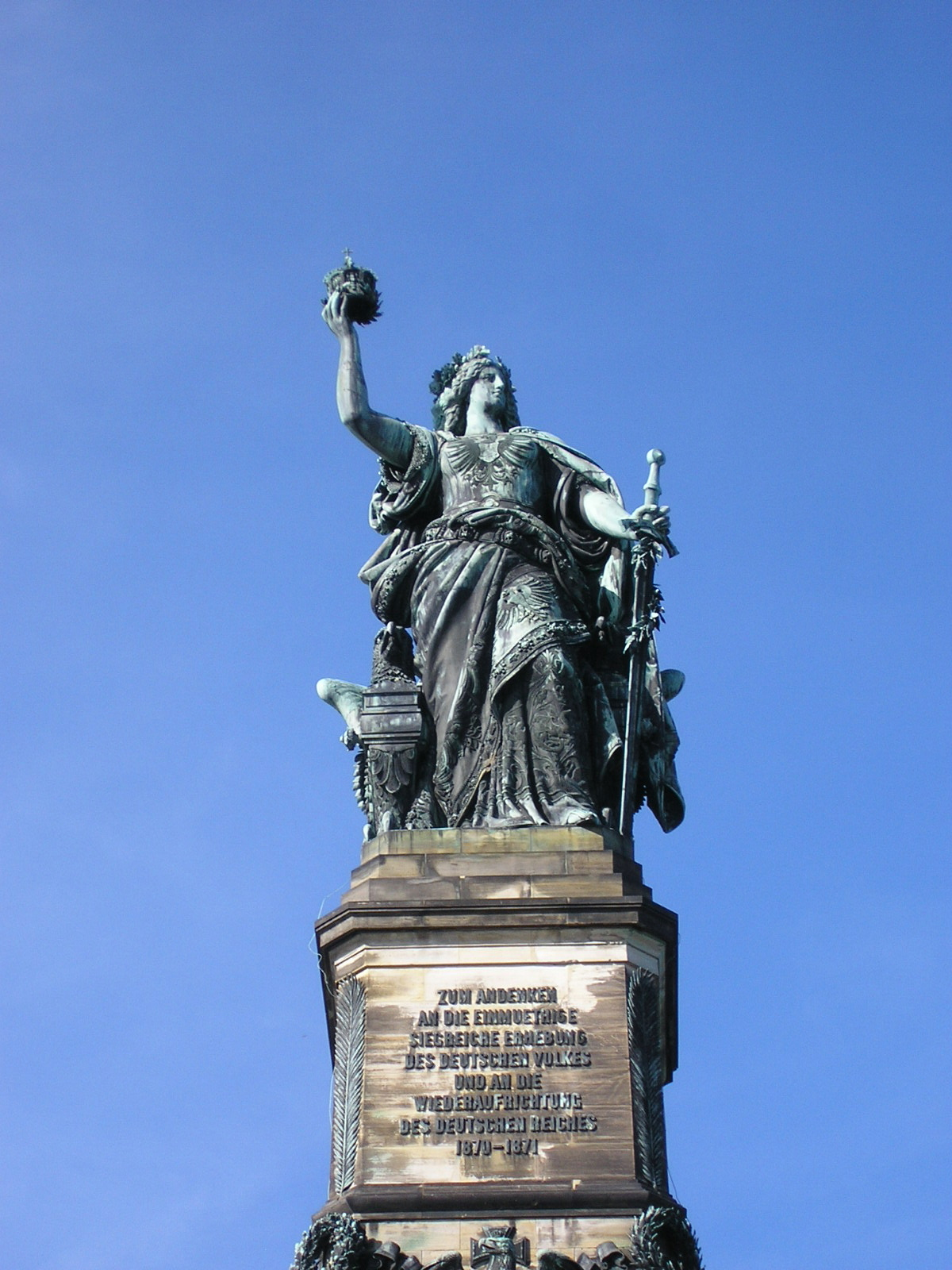
În acest detaliu al monumentului Niederwald (vezi imaginea de ansamblu mai sus), Germania apare deasupra orașului Rüdesheim. Ea are o coroană în mâna dreaptă și o sabie. Germania de la Niederwald a fost construit în 1877–1883.

Evreii germanizați au rămas o altă populație vulnerabilă în noul stat național german. Din 1780, după emanciparea dată de împăratul Iosif al II-lea, evreii din fostele teritorii habsburgice se bucurau de privilegii economice și legale considerabile care le lipseau conaționalilor lor din alte teritorii germanofone: aveau, de exemplu, dreptul de a fi proprietari de pământ și nu erau obligați să locuiască în cartierele evreiești (denumite Judengasse, sau „străzi evreiești”). Aveau dreptul să studieze în universități și să învețe meserii. În timpul perioadelor revoluționară și napoleoniană, multe dintre barierele înainte foarte mari dintre evrei și creștini au căzut. Napoleon a ordonat emanciparea evreilor în toate teritoriile de sub hegemonie franceză. Evreii bogați, ca și francezii, organizau saloane; unii salonnières evrei țineau întâlniri importante în Frankfurt și în Berlin, în care intelectualii germani și-au dezvoltat propria lor formă de intelectualism republican. În deceniile ce au urmat, aproape imediat după înfrângerea Franței, reacția împotriva amestecului dintre evrei și creștini a limitat impactul intelectual al acestor saloane. Dincolo de acestea, evreii au continuat un proces de germanizare prin care au adoptat intenționat limba și stilul vestimentar germane, și au încercat să pătrundă în sfera publică incipientă a secolului al nouăsprezecelea. Mișcarea de reformă religioasă a evreilor germani a reflectat acest efort.
Înainte de unificare, evreii germani au jucat un rol important în formarea bazei intelectuale a vieții profesionale și sociale germane. Expulzarea evreilor din Rusia în anii 1880 și 1890 a complicat integrarea în sfera publică germană. Acești evrei au sosit în orașele germane nordice cu miile; considerabil mai puțin educați, sărăcia lor i-a întristat pe mulți evrei germani; multe dintre problemele legate de sărăcie (boli, case supraaglomerate, șomaj, abandonul școlar, refuzul de a învăța germana etc.) au accentuat diferențele lor nu doar față de germanii creștini, ci chiar față de evreii autohtoni.

### Scrierea istoriei națiunii
Un alt element important în crearea națiunii, și anume povestea trecutului istoric eroic, a intrat în grija unor istorici germani naționaliști, cum ar fi constituționalistul liberal Friedrich Dahlmann (1785–1860), a studentului său conservator, Heinrich von Treitschke (1834–1896), și a altora mai puțin conservatori, cum ar fi Theodor Mommsen (1817–1903) și Heinrich von Sybel (1817–1895). Dahlmann a murit înainte de unificare, dar a pus bazele istoriilor naționaliste prin istoriile revoluțiilor engleză și franceză, judecându-le pe acestea ca fiind fundamentale pentru construirea unei națiuni. Dahlmann însuși vedea Prusia ca agentul logic al unificării.

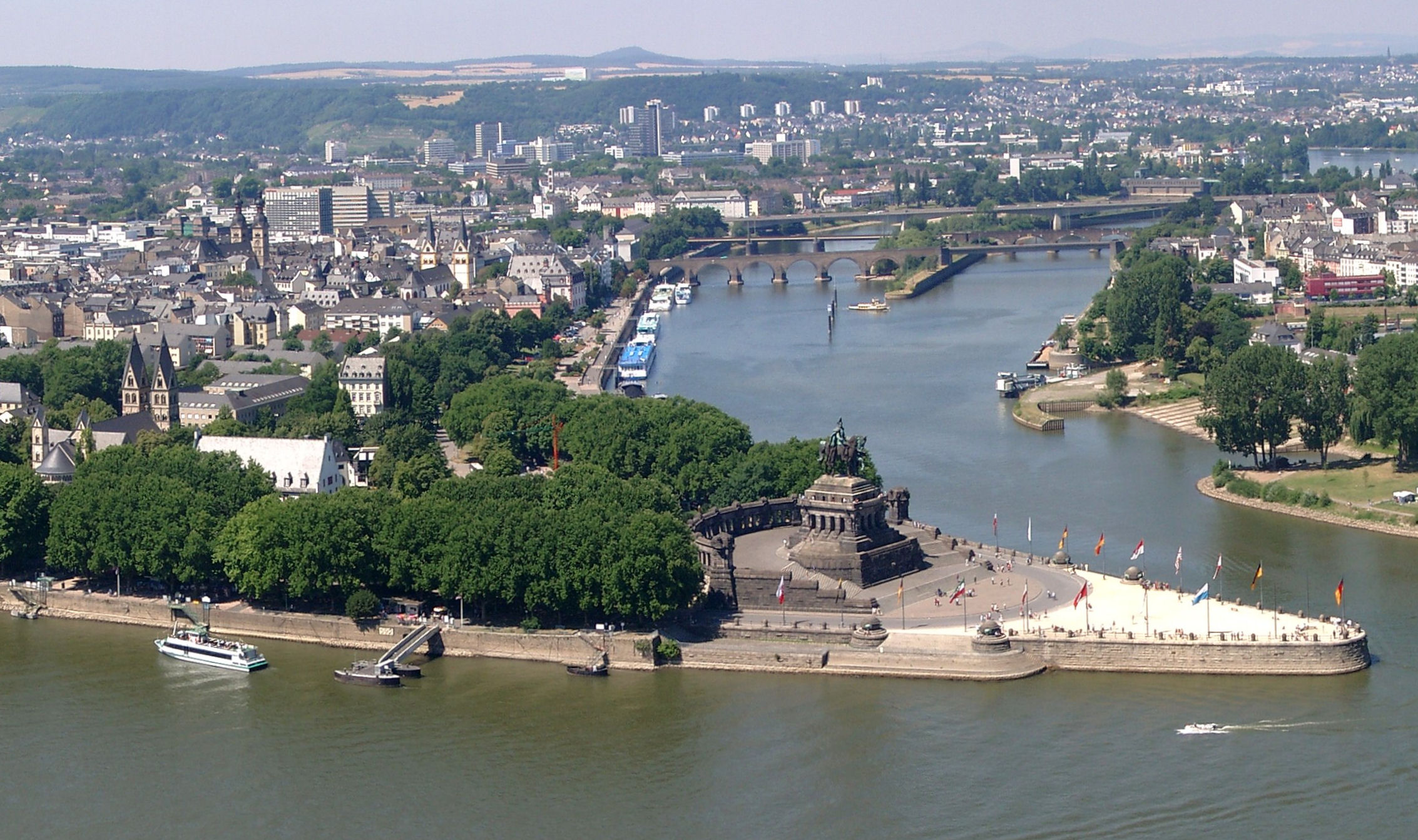
Acest monument în memoria kaiserului Wilhelm de la Koblenz, unde râul Mosela (mijloc) se varsă în Rin (jos), se numește Deutsches Eck, „colțul german”.

„Istoria Germaniei în secolul al XIX-lea” de Heinrich von Treitschke, publicată în 1879, are un titlu poate derutant: pune accent pe istoria Prusiei în detrimentul celorlalte state germane, și relatează istoria popoarelor germanofone prin perspectiva destinului Prusiei de a le uni sub conducerea sa. Crearea acestui mit „borussian” (Borussia este numele latinesc al Prusiei) a făcut din Prusia mântuitorul Germaniei; destinul tuturor germanilor era să fie uniți, după cum susține acest mit, iar destinul Prusiei era cel de a împlini aceasta. Conform acestei istorii, Prusia a jucat rolul dominant în aducerea statelor germane împreună într-un stat național; doar Prusia putea proteja libertățile germanilor împotriva strivirii de către influența franceză și rusească. Istoria continuă prin trasarea rolului Prusiei de salvator al germanilor de la noua creștere a puterii lui Napoleon în 1814, la Waterloo, creând o aparență de mai mare unitate economică și unind germanii sub un singur steag după 1871. În această concepție, rolul istoricului naționalist este să scrie istoria națiunii; aceasta presupune vederea trecutului acelei națiuni cu scopul unei istorii naționaliste. Procesul scrierii istoriei este un proces de amintire și uitare: de alegere a unor anumite elemente care trebuie aminitite, adică accentuate, și ignorarea sau uitarea altor elemente sau evenimente.
Contribuțiile lui Mommsen la Monumenta Germaniae Historica a pus bazele unor noi cercetări ale națiunii germane, extinzând noțiunea de „Germania” și la alte zone decât Prusia. Profesor liberal, istoric și teolog, și în general un titan printre istoricii de la sfârșitul secolului al XIX-lea, Mommsen a lucrat ca delegat la Camera Reprezentanților din Prusia între 1863–1866 și din nou între 1873–1879, și ca delegat la Reichstag între 1881–1884, pentru Partidul Progresist German (Deutsche Fortschrittspartei), de orientare liberală, ulterior devenit Partidul Național Liberal. El s-a opus programelor antisemite ale Kulturkampf-ului lui Bismarck și textului vitriolic adesea utilizat de Treitschke. După ce a publicat Studien über die Judenfrage („Studii asupra chestiunii evreiești”) Mommsen a încurajat asimilarea și germanizarea evreilor.